# Nuôi trâu

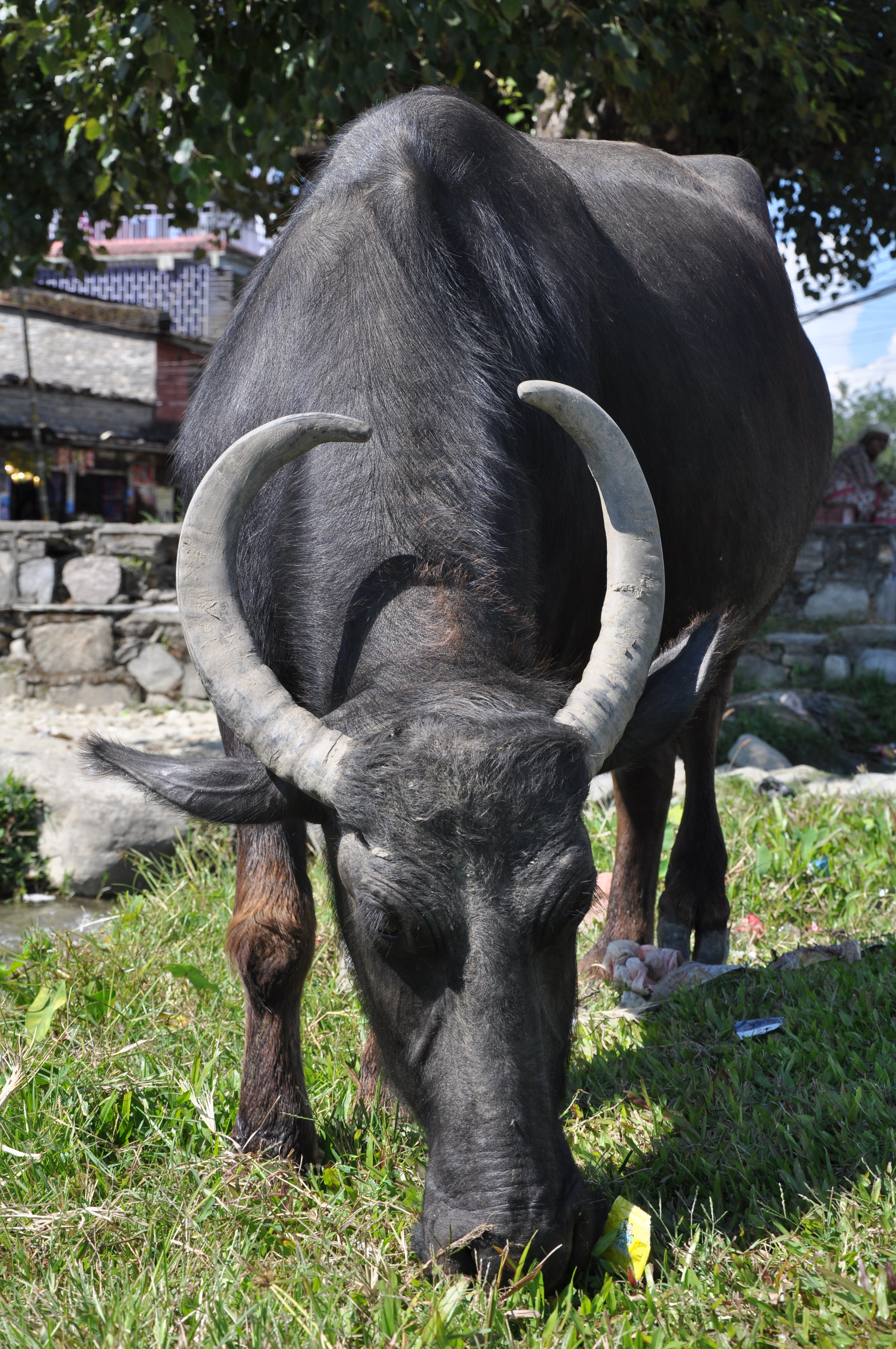
Một con trâu đang được nuôi ở Nepal

Nuôi trâu hay chăn nuôi trâu hay còn gọi đơn giản là chăn trâu là việc thực hành chăn nuôi các giống trâu nhà phục vụ cho mục đích nông nghiệp của con người, thông thường là để lấy sức cày kéo, lấy thịt, lấy sữa và một số sản phẩm từ trâu như sừng, da, móng. Trâu thích hợp với công việc của vùng lúa nước, nuôi trâu còn chủ yếu để lấy sữa và lấy thịt Chăn nuôi trâu là ngành phổ biến ở các nước châu Á, đặc biệt là những nước có nền nông nghiệp còn chưa quá phát triển như Việt Nam. Chăn nuôi trâu có lịch sử lâu đời, gắn liền với nền nông nghiệp lúa nước. Ngày nay, chăn nuôi trâu đã xuất hiện khắp thế giới, ngay cả ở châu Âu, châu Mỹ.

## Tổng quan

### Lịch sử
Trâu nhà được thuần hóa đầu tiên ở Ấn Độ và Pakistan cách đây 5.000 năm và chúng cũng được thuần hóa tại Trung Quốc khoảng 4000 năm. Vào khoảng năm 600 trước công nguyên, người Ảrập đưa trâu đến từ miền Lưỡng Hà (Iraq) rồi chuyển chúng về vùng cận đông như Syria, Israel, Thổ Nhĩ Kỳ. Trâu cũng từ vùng Trung Đông được đưa vào châu Âu thời Trung cổ. Nhìn chung trâu đã được thuần hóa cách đây rất lâu, khoảng 5000-7000 năm trước. Trong đó ở châu Á, trâu được thuần dưỡng ở vùng sông Ấn và vùng Lưỡng Hà từ giữa thiên niên kỷ thứ ba trước công nguyên (khoảng 30 thế kỷ trước công nguyên). Trâu nhà được nuôi ở Trung Quốc từ 2000 năm trước công nguyên và có lẽ được đưa từ phương Nam tới. Người Việt cổ đã sớm thuần hóa trâu, bắt đầu từ hậu thời kỳ đồ đá mới cách đây khoảng 4-4,5 ngàn năm để giúp nghề trồng lúa nước.
Ngày nay, người ta còn thực hiện công tác chọn lọc trâu. Chọn lọc nhân thuần là công việc cần thiết và thường xuyên của công tác giống nhằm nâng cao khả năng sản xuất của gia súc gia cầm thông qua tiến bộ di truyền trong quần thể. Chọn lọc nhân thuần bao gồm nhiều khâu chọn trâu đực giống, cái giống, kiểm tra năng suất cá thể, kiểm tra qua đời sau, xây dựng đàn hạt nhân. Một số quốc gia đã tiến hành nghiên cứu thành công và áp dụng trong sản xuất này đóng góp lớn vào sự phát triển của chăn nuôi trâu góp phần vào sự phát triển chung của chăn nuôi trâu khu vực, châu lục và thế giới. Ấn Độ, Pakistan, Bulgaria, Italia, Brasil, Venezuela, Trung Quốc, Thái Lan, Philippines là những nước đã khá thành công trong lĩnh vực này.

### Vai trò

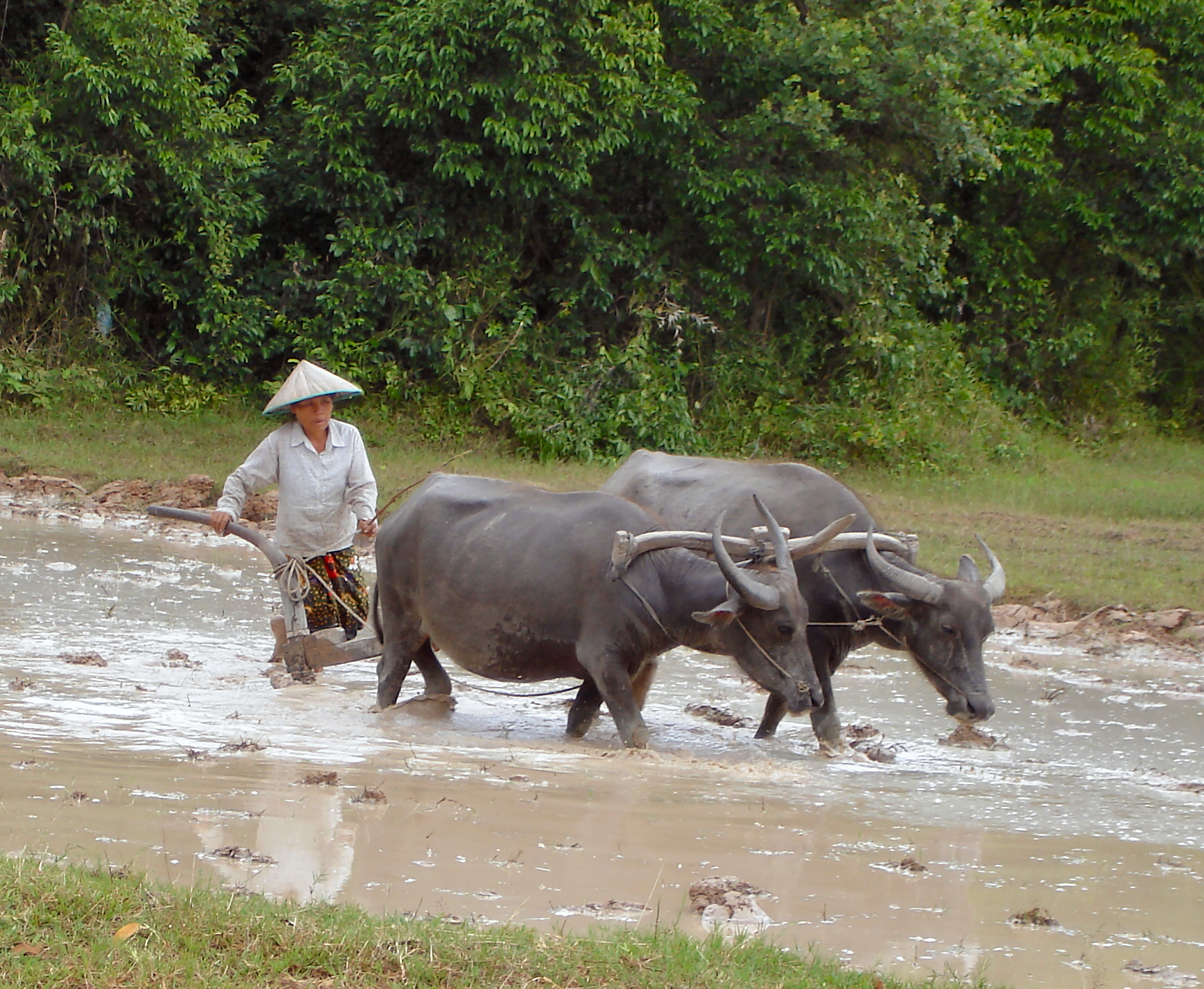
Con trâu đi trước, cái cày theo sau

Trâu nhà được sử dụng từ lâu đời nay ở châu Á và Việt Nam vào mục đích cung cấp sức kéo để làm đất phục vụ trồng trọt. Ngoài việc làm đất, trâu còn được sử dụng để kéo xe vận chuyển hàng hoá và các mục đích lao động khác như kéo gỗ, kéo nước... Trâu tạo ra sức kéo nhờ năng lượng lấy từ cỏ và các phụ phẩm cây trồng, mà năng lượng trong cây cỏ lại được cố định trực tiếp nguồn năng lượng của mặt trời thông qua quá trình quang hợp. Do vậy, sử dụng sức kéo của trâu bò giúp tránh được các cuộc khủng hoảng gây ra bởi các nguồn năng lượng hoá thạch đang được khai thác cạn kiệt dần.
Ngoài việc cung cấp thực phẩm cho con người, sức kéo và phân bón cho nông nghiệp, ngành chăn nuôi trâu còn sản xuất ra một số phụ phẩm mà con người có thể khai tác sử dụng. Sừng trâu nếu được gia công chế biến cẩn thận có thể trở thành nhiều mặt hàng mỹ nghệ khác nhau. Sừng trâu có nhiều hình dạng, có màu từ đen tuyền đến màu mật ong nhạt. Sừng trâu đầm lầy rất to và rộng có khả năng cung cấp cho các nghệ nhân và các thợ thủ công một số lượng nguyên liệu đáng kể để tạo ra các mặt hàng như cúc áo, trâm cài, lược, thìa, dĩa, cán và bao da, các vòng số đeo, đồ trang trí, kim đan, móc áo, còn được dùng làm tù và, da trâu còn được sử dụng rất thông dụng để làm các loại bạt và đặc biệt là dùng để làm mặt trống. 
Thịt trâu có giá trị dinh dưỡng không khác nhiều thịt bò, thịt trâu có hàm lượng nước là 76,6%, protein 19%, tro 1%. Thịt trâu có màu đỏ hơn thịt bò vì nhiều sắc chất hơn, nhưng mỡ thì trắng và có ít trong thịt (mỡ giắt 2 - 3% trong khi ở thịt bò là 3 - 4%). Thịt trâu do ít mỡ cho nên lượng calo chỉ bằng 70% so với thịt bò, hàm lượng cholesterol cũng thấp hơn (82g/87g tính theo 100g), nhưng sắt giàu hơn 15 - 20%, vitamin B12 cao hơn 8 - 14% so với thịt bò. Mỡ trâu còn có CLA (Conjugated Linoleic Acid), một loại mỡ trans tự nhiên tạo ra từ các loại vi khuẩn sống trong dạ cỏ, mỡ này không độc như mỡ trans nhân tạo mà còn ngăn ngừa được ung thư, hạ thấp cholesterol xấu (LDL) và mỡ máu, giảm nguy cơ xơ vữa động mạch và bệnh đái tháo đường.
Cũng như bò, trâu cũng có khả năng sản xuất thịt khá cao, trâu 18 - 24 tháng tuổi đem vỗ béo trong 3 tháng cho tăng trọng 680 - 700 g/ngày. C, thịt trâu ngày càng được đánh giá cao trên thị trường thế giới và được nhiều người ưa chuộng, kể cả một số nước châu âu và Mỹ vì nhiều nạc, ít mỡ, lượng cholesterol ít hơn thịt bò 41%. Trâu có khả năng tăng trọng bình quân 500-800 g/ngày nuôi vỗ béo có thể tăng trọng 800-1000 g/ngày, có thể so sánh với các giống bò thịt cao sản. Tỷ lệ thịt xẻ của trâu cũng khá cao với từ 43-48%. Khẩu phần vỗ béo cho trâu chủ yếu là thức ăn dễ kiếm, ngoài cỏ tươi có thêm một lượng nhất định cám gạo, sắn lát hay sắn. tươi. 

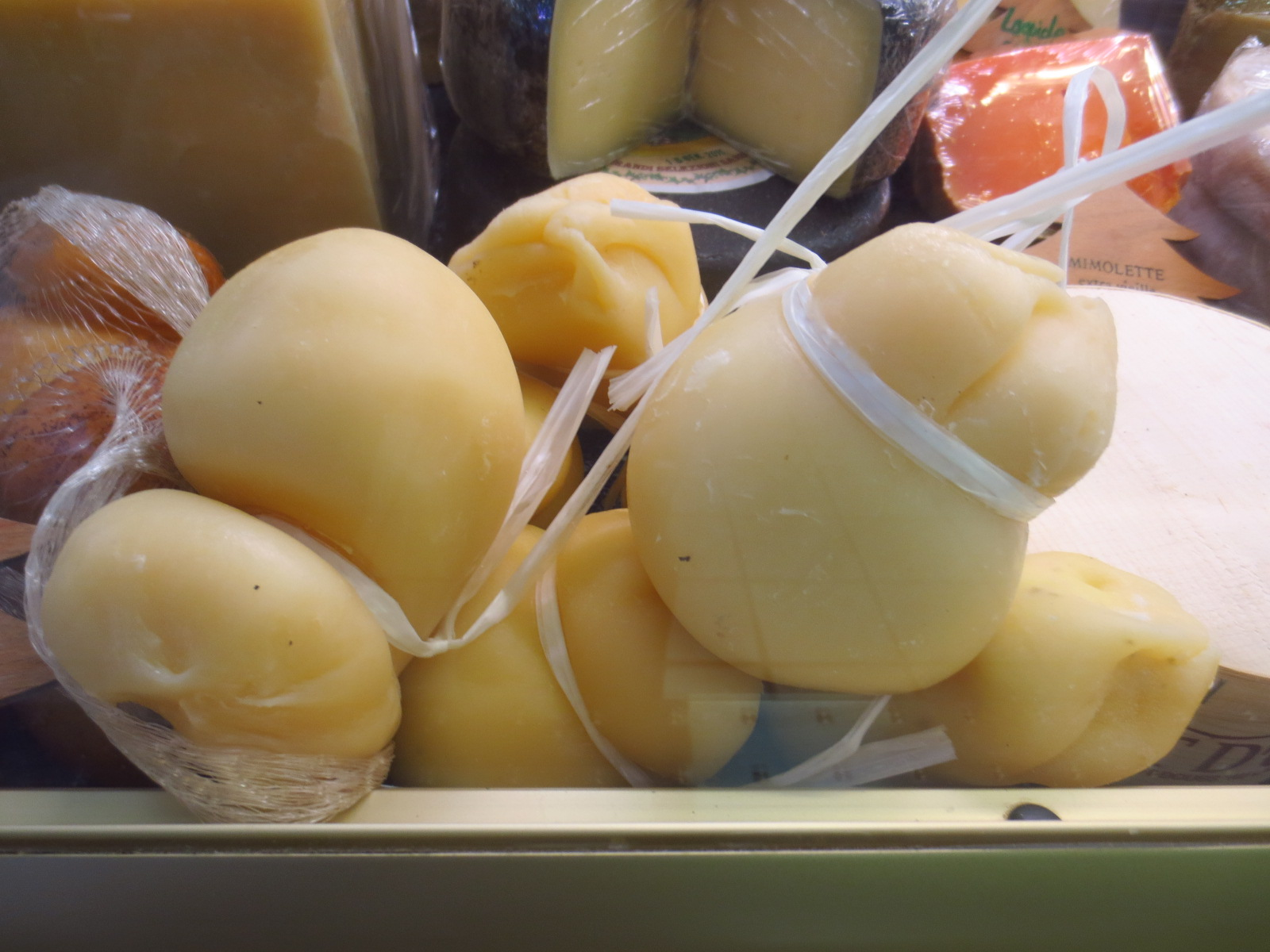
Một loại phomat Ý làm từ sữa trâu

Khả năng cho sữa của trâu cũng rất tốt cả về sản lượng và chất lượng. Các sản phẩm làm từ sữa trâu cũng đa dạng hơn sữa bò như bơ, dầu bơ, phomat cứng và mềm, sữa đặc, kem, sữa chua. Do sữa trâu giàu protein và mỡ nên sản xuất một kilo phomat chỉ cần 5 kg sữa và sản xuất 1 kg bơ chỉ cần 10 kg sữa trâu (trong khi đó phải cần tới 8 kg và 14 kg sữa bò cho mỗi kilô bơ hay phomat). Phomat làm từ sữa trâu có màu trắng, nhiều nước rất ưa chuộng loại phomat này. Ở nhiều nơi trên thế giới, người ta đang nuôi trâu để lấy sữa, chẳng hạn như tại Ý, sữa trâu được dùng để làm pho mát mozzarella.
Phân trâu là loại phân hữu cơ có khối lượng đáng kể. Khoảng 1/3 khối lượng vật chất khô trâu ăn vào được thải ra ngoài dưới dạng phân. Hàng ngày mỗi trâu trưởng thành thải ra từ 15–20 kg phân. Phân trâu chứa khoảng 75-80% nước, 55,5% khoáng, 10% axit photphoric, 0,1% kali, 0,2% calci. Nhờ có khối lượng lớn phân trâu bò đã đáp ứng một phần rất lớn nhu cầu phân hữu cơ cho nền nông nghiệp hữu cơ. Hiện nay ở nhiều vùng, nhất là những vùng trồng cà phê phân trâu được bán với giá khá cao để làm phân bón. Ngoài việc dùng làm phân bón, trên thế giới phân trâu bò còn được dùng làm chất đốt. Tại một số nước Tây Nam Á như Ẩn Độ, Pakistan, phân được trộn với rơm băm, nắn thành bánh và phơi nắng khô, dự trữ và sử dụng làm chất đốt quanh năm.

## Các giống

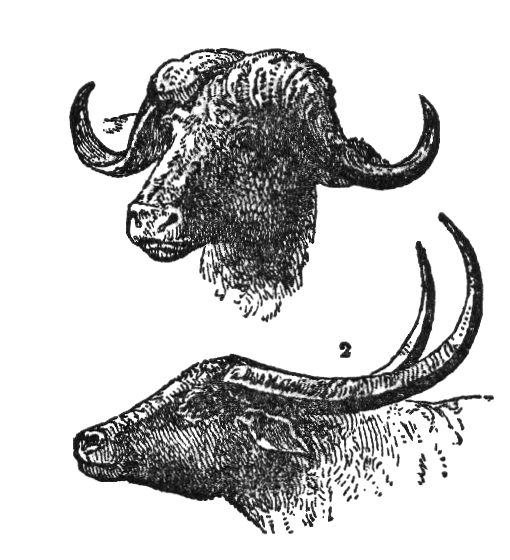
Hình dạng sừng khác biệt giữa trâu rừng châu Phi (trên) và trâu nước (dưới)

Trâu là các loài gia súc lớn nhai lại hay gia súc lớn có sừng, lớp động vật có vú (Malmalia), bộ guốc chẵn (Artiodactyla), phân bộ nhai lại (Ruminantia), họ sừng rỗng (Bovidae), Tông trâu bò (Bovini). Trâu trong tiếng Anh, trâu gọi là Buffalo được chia thành hai nhóm là trâu châu Á và trâu châu Phi. Hai nhóm trâu châu Phi và châu Á tuy giống nhau về mặt ngoại hình nhưng có sự khác nhau về mặt giải phẫu học, thể hiện sự cách biệt giữa chúng trong phạm vi nhóm.
Chúng giống nhau về đường nét, tầm vóc đều to, chắc và có lớp lông dầy. Nhóm trâu châu Á mắt bé hơn, hộp sọ rộng và ngắn hơn. Sự khác nhau rõ nhất là trâu châu Á có xương lá mía và xương vòm dính lại với nhau, và các lỗ mũi hoàn toàn cách biệt bởi xương vòm, còn ở trâu châu Phi, xương lá mía và xương vòm cách biệt nhau và các lỗ mũi không bị phân chia bởi xương vòm.

### Trâu châu Á
Trâu châu Á được chia thành trâu nhà và trâu hoang hay trâu rừng. Đối với trâu nhà, qua quá trình lai tạo, nhân giống và chọn lọc đã cho ra rất nhiều giống trâu nhà khác nhau, phục vụ cho các hoạt động nông nghiệp của con người. Ngày nay, người ta đã thống kê được ít nhất 22 giống trâu sông được nuôi trên thế giới, trong đó tại Trung Quốc là quốc gia đa dạng về các giống trâu đầm lầy với 16 giống trâu đã được nuôi tại nhiều địa phương . 

#### Trâu nhà
Trâu hay còn gọi là trâu nước là các loài trâu đã được con người thuần hóa. Trâu nhà gồm hai loại trâu sông (River buffalo) và trâu đầm lầy (Swamp buffalo). Chúng có chung nguồn gốc từ trâu rừng nhưng khác nhau về số lượng nhiễm sắc thể. Do quá trình chọn lọc và sử dụng mà ngoại hình và khả năng sản xuất của hai loại hình trâu có những đặc điểm khác nhau. Trâu đầm lầy tập trung ở vùng Đông Nam Á, có nhiều nhất ở Thái Lan, Campuchia, Lào, Việt Nam, Malaysia, Indonesia, Philippines, Trung Quốc. Trâu đầm lầy ít được chọn lọc cải tiến, gần với trâu rừng hơn.
Trâu sông (được chọn lọc cải tạo qua thời gian dài theo hướng sản xuất sữa, bầu vú phát triển, các núm vú to được sắp xếp cân đối thích hợp cho việc khai thác sữa. Trâu sông tập trung ở Tây Á, sử dụng chủ yếu để khai thác sữa, do được chọn lọc và cải tạo nhiều nên hình thành nhiều giống riêng biệt vớicác loại hình khác nhau, và nhìn chun có khả năng sản xuất thịt sữa cao. Chỉ ở vùng Nam Á đã có tới 18 giống trâu sông khác nhau, được xếp vào 5 nhóm với các giống chính là: 

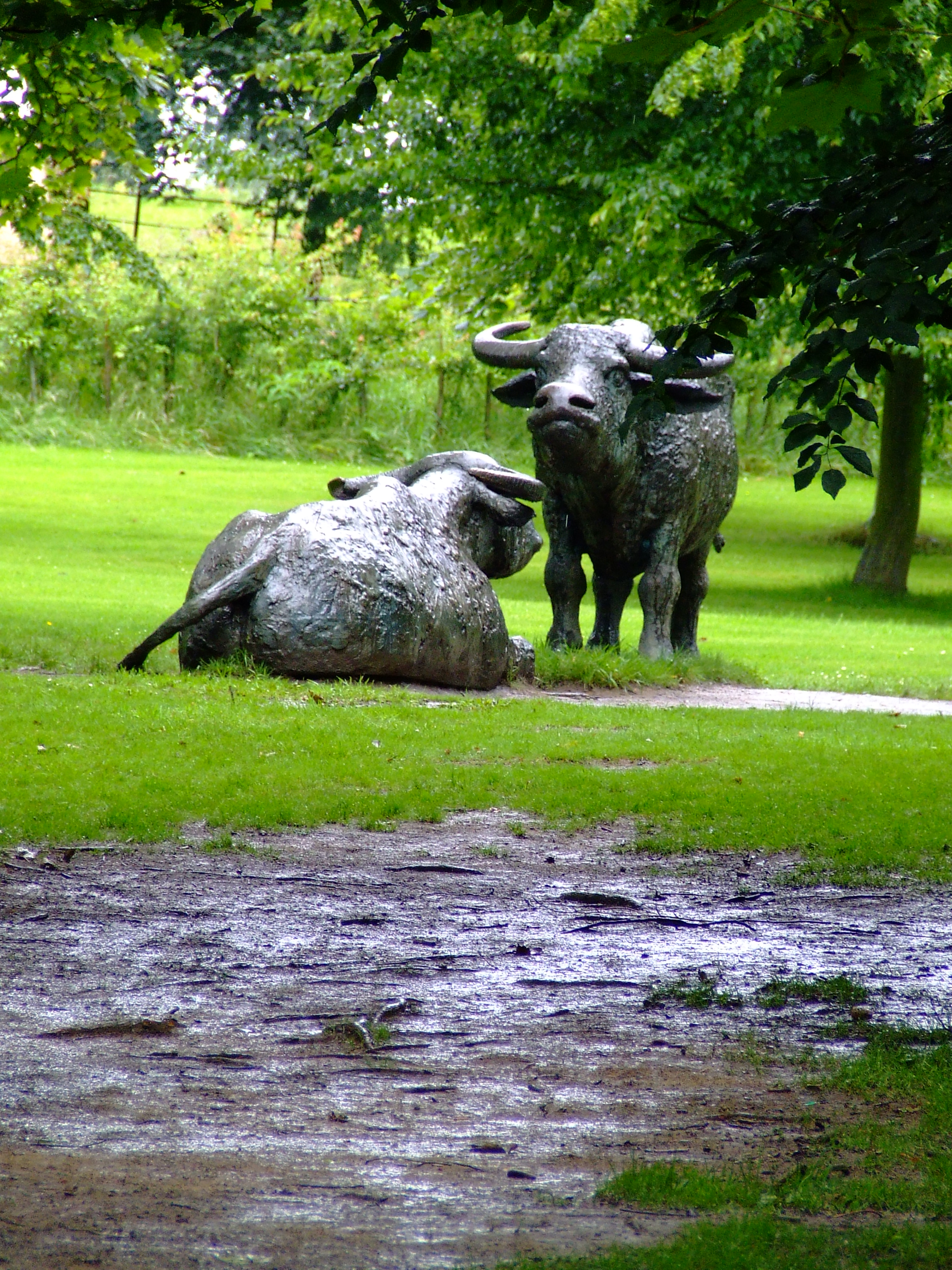
Tượng trâu

- Nhóm trâu Murrah có các giống chính là trâu Murrah, trâu Nili-Ravi, trâu Kundi.
- Nhóm trâu Gujarak có các giống chính là trâu Surti, trâu Mehsana, trâu Jafarabadi.
- Nhóm trâu Uttar Pradesh có các giống chính là trâu Bhadawari, trâu Tarai.
- Nhóm trâu vùng Trung Ấn có các giống chính là trâu Nagpuri, trâu Pandharpuri, trâu Manda, trâu Jerangi, trâu Kalahandi, trâu Sambalpur.
- Nhóm trâu vùng Nam Ấn có các giống chính là trâu Toda, trâu Nam Kanara.

#### Trâu rừng
Trâu hoang châu Á hay còn gọi là trâu rừng. Nhìn chung các loài này không được thuần hóa và ngày nay tồn tại với số lượng ít, ngày càng hiếm và thuộc diện nguy cấp. Tổ tiên của chúng đã được con người thuần hóa thành trâu nhà do đó hiện nay chúng còn lại gồm ba loại:
- Trâu Anoa (Bubalus depressicornis): cư trú ở Indonesia và hiện nay để lại nhiều hoá thạch. Trâu anoa là loại trâu nhỏ nhất, cao khoảng 1 m, da màu nâu sẫm hay đen, có những điểm trắng bên mắt, dưới hàm, cổ và chân. Hiện nay còn khoảng 20 con, được nuôi trong các vườn thú trên thế giới.
- Trâu Arni (Bubalus arnee). Là loại trâu hoang sống ở Ấn Độ và chỉ riêng loại trâu này được thuần dưỡng. Trâu arni có tầm vóc to lớn: cao vây 1,5 m - 1,7 m; có concao tới 2 m và nặng đến 1 tấn. Trâu Arni được thuần hoá là trâu nước Bubalus bubalis.
- Trâu Tamarao (Bubalus mindorensis): chỉ được tìm thấy ở đảo Mindoro của Philippines. Đây là loại trâu nhỏ, cao 1m - 1,2 m, da có màu xám đen haynâu sẫm và có vệt trắng trên đầu, cổ, chân. Trâu Tamarao sống thành bầy nhỏ trong các rừng tre nứa rậm rạp, số lượng của nóngày càng hiếm.

### Trâu châu Phi
Trâu rừng châu Phi (Syncerus) là các loài trâu phân bố ở vùng châu Phi. Các loài trâu từng châu Phi là loài hoang dã, hung dữ, thường xuyên tấn công người và chúng chưa bao giờ được thuần hóa, sống hoang dã trong thiên nhiên vì vậy không thuộc đối tượng trong ngành chăn nuôi trâu. Các loài này chủ yếu phục vụ cho hoạt động săn bắn của con người cũng như nuôi nhốt trong các vườn thú như một động vật hoang dã. Trâu hoang châu Phi thành 3 phân loài:
- Syncerus caffer caffer: Trâu đen hay trâu vùng Mũi Hảo vọng, thường tập trung ở vùng đông và nam châu Phi.
- Syncerus caffer namus: Còn gọi là trâu đỏ hay trâu Công gô, loại trâu này tập trung ở vùng xích đạo, có khối lượng thấp hơn loại trâu trên.
- Syncerus caffer acquinocitalis: Có kích thước, màu sắc và dạng sừng trung gian giữa hai loại trên, sống ở vùng thảo nguyên Bắc và Trung Phi.

### Lai tạo
Việc lai tạo được thực hiện giữa các nhóm trâu với nhau cũng như giữa các giống trâu với nhau để cho ra con lai với mục đích phục vụ cho các hoạt động chăn nuôi của con người. Thông thường người ta hay lai giữa trâu sông và trâu đầm lầy qua công đoạn lai hai máu, lai 3 máu. Trong lai 3 máu Trong lai tạo trâu sông với trâu đầm lầy, người ta có thể nâng dần tỷ lệ máu trâu sông ở các thế hệ lai tiếp theo với phương pháp lai cấp tiến, đến một mức độ nhất định sẽ cố định bằng cách tự giao. Tuy nhiên muốn tận dụng những ưu thế của một giống trâu khác và kết hợp được nhiều ưu điểm của nhiều giống trong con lai, đồng thời nâng cao khả năng sản xuất, người ta có thể lai 3 máu.

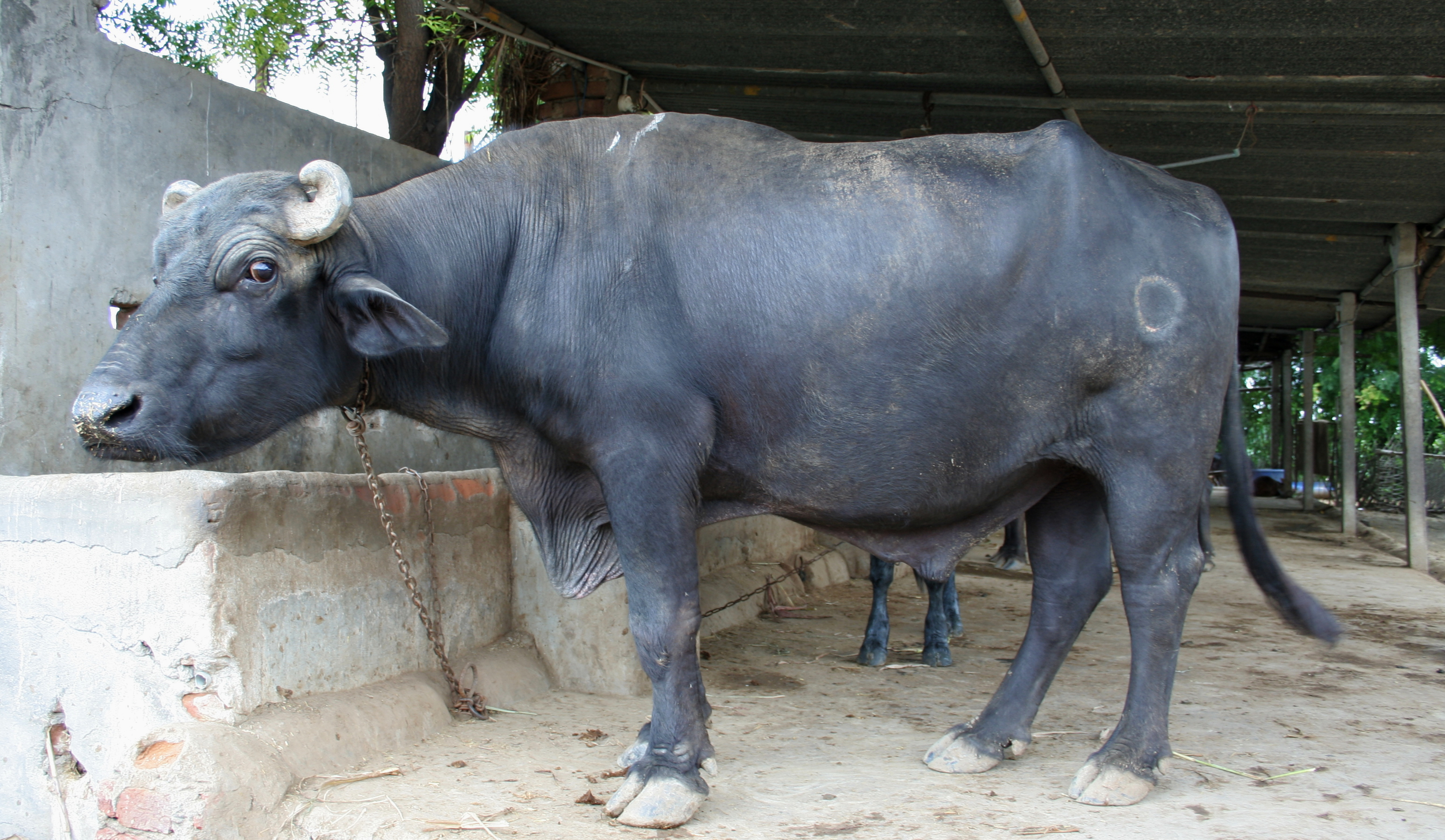
Một con trâu trưởng thành đang được chăn nuôi

Đối với lai hai máu, về mặt di truyền, hai loại hình trâu có số lượng nhiễm sắc thể khác nhau. Trâu sông có 50 nhiễm sắc thể trong khi trâu đầm lầy chỉ có 48. Do sự khác nhau giữa số lượng nhiễm sắc thể nên khi lai giữa trâu sông và trâu đầm lầy đã tạo ra con lai F1 (50% máu trâu sông + 50% máu trâu đầm lầy) có 49 nhiễm sắc thể, con lai F2 (75% máu trâu sông + 25% máu trâu đầm lầy) có 49 hoặc 50 nhiễm sắc thể, và con lai F2 (25% máu trâu sông + 75% máu trâu đầm lầy) có 49 hoặc 48 nhiễm sắc thể. Một điều được công nhận là trâu lai F1 giữa trâu sông và trâu đầm lầy có khả năng sinh sản bình thường. Cặp NST số 1 của trâu đầm lầy có chứa vật chất di truyền bằng hai cặp NST số 4 và số 9 của trâu sông, vì vậy tuy hai loại hình trâu này khác nhau về số lượng NST, nhưng về vật chất di truyền chúng có thể tương đương nhau nên con lai giữa chúng vẫn có khả năng sinh sản.
Lai giữa trâu sông và trâu đầm lầy chủ yếu được tiến hành ở các nước Nam và Đông Nam Á, nơi có quần thể trâu đầm lầy lớn. Đa số các nước tiến hành nhập trâu Murrah và trâu Nili-Ravi để lai với trâu đầm lầy nhằm mục đích tạo con lai kiêm dụng mà trước hết là khả năng cho sữa. Công tác lai tạo đã thành công và được áp dụng rộng rãi ở nhiều nước như Trung Quốc, Thái Lan, In-đô-nê-xia, Phi-lip-pin, Việt Nam. Nhìn chung các con lai giữa trâu sông với trâu đầm lầy được nâng cao đáng kể tầm vóc, khả năng cho sữa, thịt. Con lai giữa trâu Murrah và trâu đầm lầy đã tăng khối lượng cơ thể tới 20%, tăng sản lượng sữa tới 300%, tăng tỷ lệ thịt 2-3% so với trâu đầm lầy. Con lai giữa trâu Nili- Ravi và trâu đầm lầy có khả năng sản xuất tương tự con lai với trâu Murrah.
Việt Nam Sử dụng trâu đực Murrah lai với trâu cái nội. Hàng trăm trâu lai được tạo ra và nuôi dưỡng tại các cơ sở Nhà nước và hàng nghìn trâu lai cũng đã được phát triển ở một số địa phương trong cả nước với F1 (50% máu Murrah), F2 (75% máu Murrah), F3 (87,5% máu Murrah) thậm chí có cả F4 (93,75% máu Murrah). Trâu lai đã hơn hẳn trâu nội về tầm vóc, khả năng sinh trưởng, cho thịt và năng suất sữa. Tuy nhiên việc phát triển trâu Murah và trâu lai lấy sữa đã không được như mong muốn. Phát triển trâu lai kiêm dụng lại gặp khó khăn lớn nhất là việc phát hiện trâu cái động dục, sản xuất tinh đông lạnh và tổ chức phối giống trâu trong điều kiện chăn nuôi gia đình. Trâu đực giống Murrah phần lớn không nhảy trực tiếp trâu cái nội cũng là việc khó khăn trong việc phát triển nhanh đàn trâu lai trong nông hộ.

### Danh mục giống
Hiện nay, trên thế giới có các giống trâu sau đây (bao gồm cả các giống trâu lai hai máu, ba máu):
| Tên                       | Nguồn gốc          |
| ------------------------- | ------------------ |
| Trâu Albinoid trung phần  | Bangladesh         |
| Trâu Albinoid phía Bắc    | Bangladesh         |
| Trâu Allamoose            | Iraq               |
| Trâu Anadolu Mandası      | Thổ Nhĩ Kỳ         |
| Trâu Anoa                 | Indonesia          |
| Trâu Arna                 | Nepal              |
| Trâu Arni                 | Ấn Độ              |
| Trâu Assam                | Ấn Độ              |
| Trâu đầm lầy Úc           | Úc                 |
| Trâu Azerbaijan           | Azerbaijan         |
| Trâu Azi Kheli            | Pakistan           |
| Trâu Banni                | Ấn Độ              |
| Trâu Beheri               | Ai Cập             |
| Trâu Bhadawari            | Ấn Độ              |
| Trâu Binhu                | Trung Quốc         |
| Trâu Borneo               | Malaysia           |
| Trâu Pantano              | Cuba               |
| Trâu Rio                  | Cuba               |
| Trâu Buffalypso           | Trinidad và Tobago |
| Trâu Bulgari              | Bulgaria           |
| Trâu Murrah Bulgari       | Bulgaria           |
| Trâu Campuchia            | Philippines        |
| Carabao                   | Philippines        |
| Trâu Caucasian            | Gruzia, LB Nga     |
| Trâu Chilika              | Ấn Độ              |
| Trâu Congo                | Cộng hòa Congo     |
| Trâu Dé                   | Việt Nam           |
| Trâu Dechang              | Trung Quốc         |
| Trâu Dehong               | Trung Quốc         |
| Trâu Domaci bivo          | Serbia             |
| Trâu Dongliu              | Trung Quốc         |
| Trâu Baladi Ai Cập        | Ai Cập             |
| Trâu Ai Cập               | Ai Cập             |
| Trâu núi Nga Mi           | Trung Quốc         |
| Trâu Fuan                 | Trung Quốc         |
| Trâu Fuling               | Trung Quốc         |
| Trâu Fuzhong              | Trung Quốc         |
| Trâu Gaddi                | Nepal              |
| Trâu Georgia              | Georgia            |
| Trâu Ghab                 | Syria              |
| Trâu Gilani               | Iran               |
| Trâu Godavari             | Ấn Độ              |
| Trâu Hy Lạp               | Hy Lạp             |
| Trâu Quý Châu             | Trung Quốc         |
| Trâu Quý Châu trắng       | Trung Quốc         |
| Trâu Haizi                | Trung Quốc         |
| Trâu Iran Azari           | Iran               |
| Trâu Ý                    | Venezuela          |
| Trâu Jafarabadi           | Ấn Độ              |
| Trâu Jerangi              | Ấn Độ              |
| Trâu Jianghan             | Trung Quốc         |
| Trâu Kalaban              | Brazil             |
| Trâu Kalahandi            | Ấn Độ              |
| Trâu Kalang               | Indonesia          |
| Trâu Kebo                 | Indonesia          |
| Trâu Kerbau-Gunung        | Indonesia          |
| Trâu Kerbau-Indonesia     | Indonesia          |
| Trâu Kerbau-Kalang        | Indonesia          |
| Trâu Kerbau Moa           | Indonesia          |
| Trâu Kerbau-Murrah        | Indonesia          |
| Trâu Kerbau-Sawah         | Malaysia           |
| Trâu Kerbau-Sumatra-Barat | Indonesia          |
| Trâu Kerbau-Sumatra-Utara | Indonesia          |
| Trâu Khoozestani          | Iran               |
| Trâu Khouay               | Lào                |
| Trâu Krabue               | Thái Lan           |
| Trâu Kundhi               | Pakistan           |
| Trâu Lanka                | Sri Lanka          |
| Trâu Langbiang            | Việt Nam           |
| Trâu Lime                 | Nepal              |
| Trâu Mahish               | Bangladesh         |
| Trâu Manda                | Ấn Độ              |
| Trâu Mannar               | Sri Lanka          |
| Trâu Marathwada           | Ấn Độ              |
| Trâu Masri                | Ai Cập             |
| Trâu Địa Trung Hải Ý      | Ý                  |
| Trâu Địa Trung Hải        | Địa Trung Hải      |
| Trâu Mehsana              | Ấn Độ              |
| Trâu Mestizo              | Philippines        |
| Trâu Minufi               | Ai Cập             |
| Trâu Monouli              | Ai Cập             |
| Trâu núi                  | Campuchia          |
| Trâu núi Tàu              | Trung Quốc         |
| Trâu Munding              | Indonesia          |
| Trâu Murrah               | Ấn Độ              |
| Trâu đầm lầy Miến Điện    | Myanmar            |
| Trâu Nagpuri              | Ấn Độ              |
| Trâu bản địa trung phần   | Bangladesh         |
| Trâu bản địa phía Đông    | Bangladesh         |
| Trâu bản địa phía Nam     | Bangladesh         |
| Trâu bản địa phía Tây     | Bangladesh         |
| Trâu Nelore               | Argentina          |
| Trâu đồi Nepal            | Nepal              |
| Trâu núi Nepal            | Nepal              |
| Trâu Ngố                  | Việt Nam           |
| Trâu Nili                 | Ấn Độ, Pakistan    |
| Trâu Nili-Ravi            | Ấn Độ, Pakistan    |
| Trâu Nondescript          | Pakistan           |
| Trâu Pampangan            | Indonesia          |
| Trâu Pandharpuri          | Ấn Độ              |
| Trâu Papua New Guinea     | Papua New Guinea   |
| Trâu Parkote              | Nepal              |
| Trâu đồng bằng            | Campuchia          |
| Trâu Ravi                 | Pakistan           |
| Trâu sông Úc              | Úc                 |
| Trâu Romani               | Romania            |
| Trâu Rosilho              | Brazil             |
| Trâu Saidi                | Ai Cập             |
| Trâu Sambalpur            | Ấn Độ              |
| Trâu Selembu              | Malaysia           |
| Trâu Thượng Hải           | Trung Quốc         |
| Trâu Shan Kywe            | Myanmar            |
| Trâu Shannan              | Trung Quốc         |
| Trâu Tây Nam Vân Nam      | Trung Quốc         |
| Trâu Nam Kanara           | Ấn Độ              |
| Trâu Sumbawa              | Indonesia          |
| Trâu Surti                | Ấn Độ, Sri Lanka   |
| Trâu đầm Indonesia        | Indonesia          |
| Trâu Taiwan               | Trung Quốc         |
| Trâu Tamankaduwa          | Sri Lanka          |
| Trâu Tamarao              | Philippines        |
| Trâu Tarai                | Ấn Độ, Nepal       |
| Trâu Tedong               | Indonesia          |
| Trâu Tipo Baio            | Brazil             |
| Trâu Toda                 | Ấn Độ              |
| Trâu Toraya               | Indonesia          |
| Trâu nội                  | Việt Nam           |
| Trâu Trinitario           | Venezuela          |
| Trâu Wenzhou              | Trung Quốc         |
| Trâu Xiajiang             | Trung Quốc         |
| Trâu Xilin                | Trung Quốc         |
| Trâu núi Xinfeng          | Trung Quốc         |
| Trâu Xinglong             | Trung Quốc         |
| Trâu Xinyang              | Trung Quốc         |
| Trâu Yanjin               | Trung Quốc         |
| Trâu Yibin                | Trung Quốc         |

## Tình hình chăn nuôi

### Tổng đàn

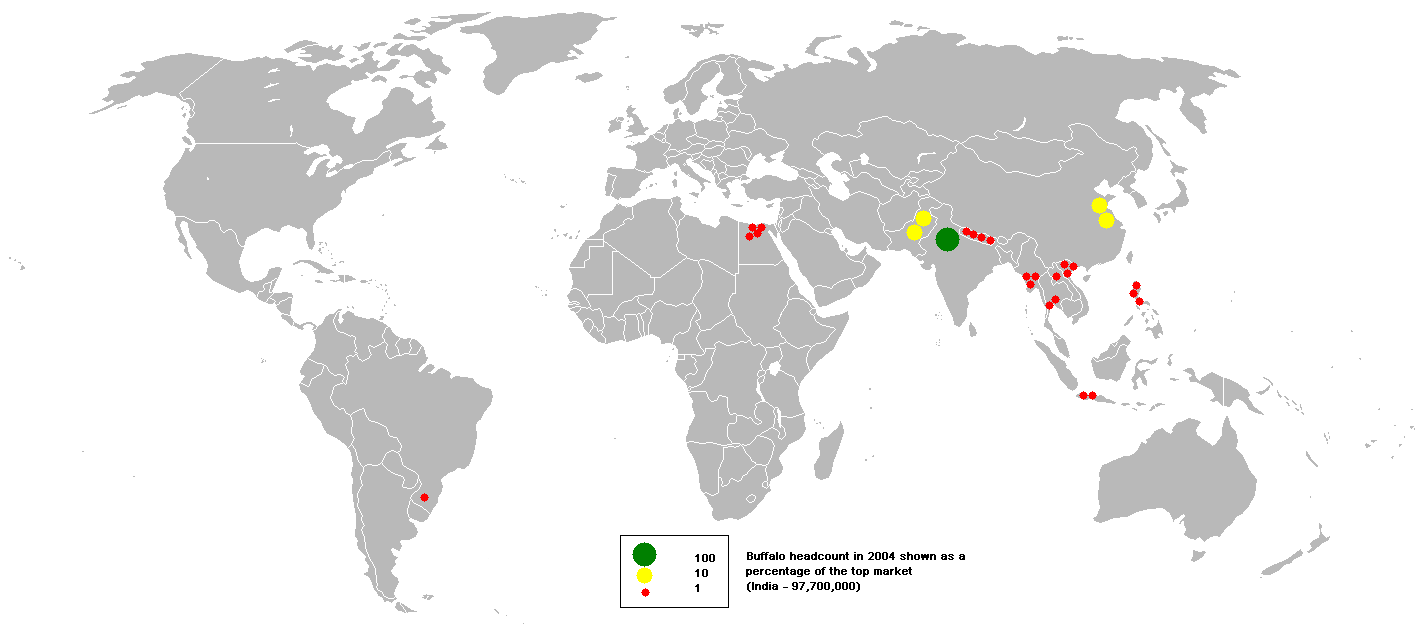
Số trâu vào năm 2004. Chấm đỏ=1 triệu; chấm vàng=10 triệu; chấm lục=100 triệu

Theo ước tính của Tổ chức Lương Nông Liên hợp quốc (FAO), thế giới có khoảng 153 triệu con trâu mà 97% trong số đó thì ở châu Á và Việt Nam hiện có gần 3 triệu con. Một thông số khác cho biết có đến 95,8% số lượng trâu được nuôi tập trung ở châu Á bao gồm cả trâu sông và trâu đầm Tính đến năm 1992 Á châu có 141 triệu con trâu. Trâu đầm lầy thấy có mặt từ Phillipines cho tới miền viễn tây Ấn Độ, trâu loại này nuôi để cày kéo và lấy thịt, hầu như không nuôi để lấy sữa. Trâu sông thì nuôi để kéo và lấy sữa thấy có mặt từ Ấn Độ tới Ai Cập và cả châu Âu.
Tại Ấn Độ hiện đang nuôi đến 97.9 triệu con trong 2003 đại diện cho 56.5% tổng số trâu của thế giới  Vào năm 2003, tổng số trâu lớn thứ nhì thế giới thuộc về Trung Quốc với 22.759 triệu con với đa dạng giống các loại trâu đầm và trâu đất thấp. Cũng trong năm 2003, các loại trâu đầm ở Philippines là 3.2 triệu con và gần 3 triệu con ở Việt Nam, Bangladesh cũng có 772,764 con và khoảng 750,000 ở Sri Lanka in 1997. Ở Pakistan có 23.47 triệu con trong 2010 trong đó 76% được nuôi tại tỉnh Punjab. Tại Thái Lan vào năm 1996 có hơn 3 triệu con và ngày nay còn ít hơn 1.24 triệu con trong năm 2011 Ở Irac, sau khi chế độ của Satdam sụp đổ, người ta thống kê được có 40,008 con trâu Ở Úc, tổng cộng có khoảng 150,000 đến 200,000 con trâu, chủ yếu được nuôi ở các vùng thuộc lãnh thổ phương Bắc, Timor, Kisar, một số đã trở thành trâu hoang với 150,000 được tìm thấy ở bắc Australia trong năm 2008

### Châu Á
Trâu châu Á được thuần hóa đầu tiên ở Ấn Độ và Pakistan cách đây 5.000 năm. Ở Ấn Độ con trâu đóng vai trò quan trọng trong nền kinh tế nông thôn. Sữa trâu ở Ấn Độ chiếm 35% tổng sản lượng sữa các loại. Bơ sữa trâu là nguồn dầu ăn chủ yếu của Ấn Độ và Pakistan. Ở Ấn Độ 1 kg sữa trâu có giá 200 paisa còn sữa bò chỉ có giá 130 paisa. Ấn Độ là nước nuôi nhiều trâu nhất trên thế giới. Ở nước này người ta sử dụng sữa của trâu thay cho sữa bò. Ở các nước như Ấn Độ và Ai Cập, trâu địa phương cho sản lượng 680 – 800 kg trong một chu kỳ sữa, trong khi đó sản lượng sữa của bò địa phương chỉ đạt 360 – 500 kg.
Khá nhiều giống trâu sông tồn tại ngày nay là kết quả lai tạo giữa các giống trâu khác tạo nên. Khoảng những năm 50 của thế kỷ 20, Nili và Ravi là hai giống trâu riêng biệt, được nuôi nhiều ở Pa-kis-tan. Do việc quản lý đàn trâu nuôi trong dân khó khăn, lại mua bán giao dịch tự do nên hai giống trâu này nuôi đan xen lẫn nhau, việc giao phối tự do giữa hai giống trâu này xảy ra qua nhiều năm, nhiều thế hệ đã dần xoá bỏ sự khác biệt về giống rồi ngẫu nhiên hình thành giống trâu Nili-Ravi ngày nay. Trâu Nili-Ravi hiện là một trong những giống trâu có sản lượng sữa cao, đang được nhiều nước sử dụng để lai cải tạo khả năng sản xuất của trâu địa phương
Tương tự như giống trâu Nili-Ravi, ở Ấn Độ còn tồn tại nhiều giống trâu sông và trong quá trình phát triển đã xảy ra rất nhiều trường hợp giao phối tự do giữa các giống ngoài ý muốn và sự kiểm soát của con người, vì vậy thực tế chỉ có khoảng 20-25% tổng số trâu là thuần chủng số còn lại bị pha tạp các giống không xác định được cụ thể. Tuy vậy để kết hợp những tính năng sản xuất tốt của các giống trâu người ta cũng đã chủ động cho lai giữa một số giống khác nhau để tạo giống mới có khả năng sản xuất hoàn thiện hơn. 

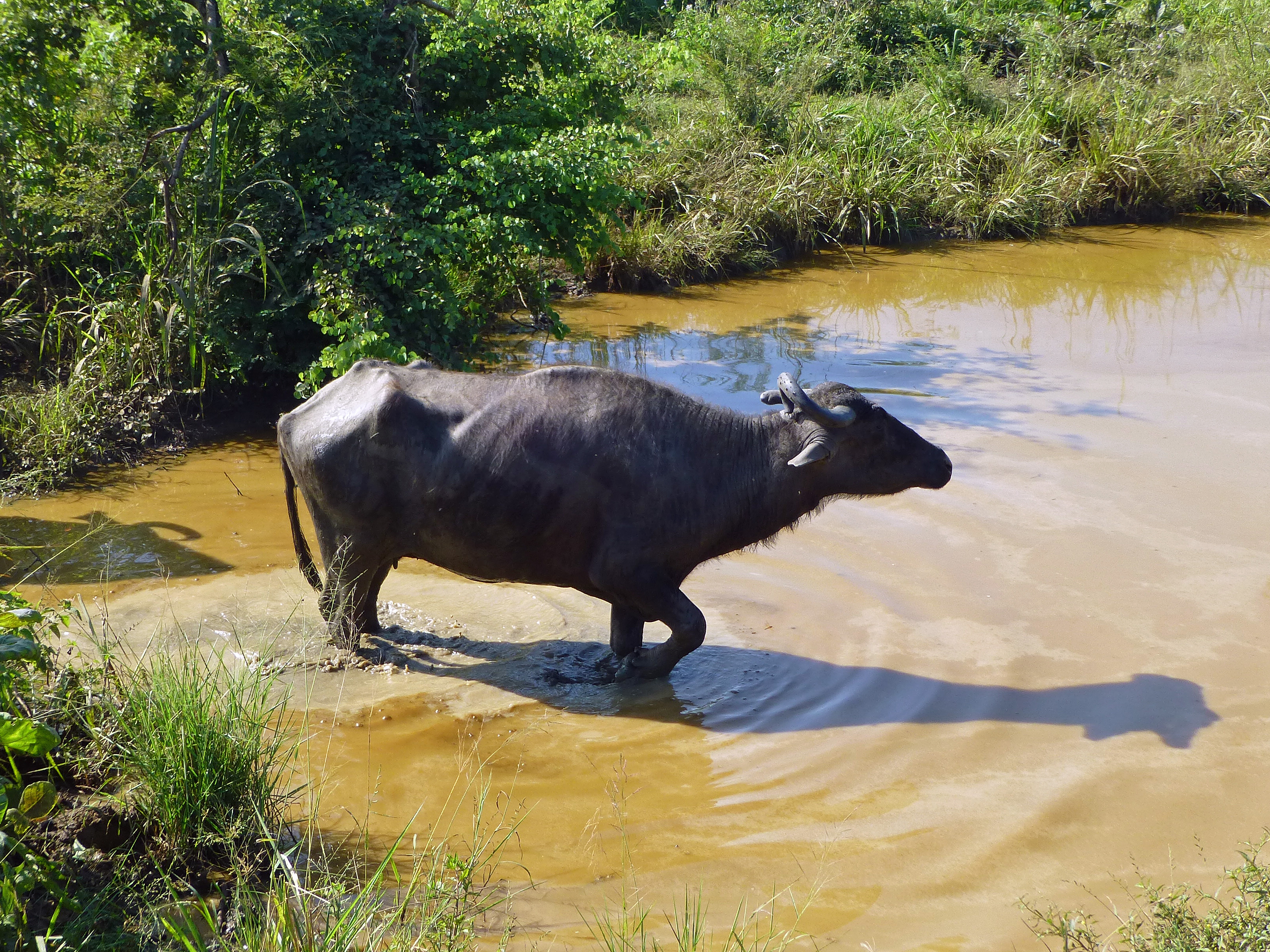
Một con trâu ở Xây Lan

Người ta đã lai giữa trâu cái Surti và trâu đực Murrah để hình thành một giống trâu mới là trâu Mehsana có tuổi đẻ lứa đầu sớm hơn, thời gian cạn sữa ngắn hơn và khoảng cách lứa đẻ gần hơn, nhưng sản lượng sữa vẫn còn thấp hơn so với trâu Murrah thuần chủng. Cũng lai giữa giống trâu địa phương của bang Andhra Pradesh với trâu Murrah sau nhiều thế hệ ổn định đã hình thành giống trâu mới Godavari có hình dáng và khả năng sản xuất tương tự trâu Murrah thuần chủng nhưng rất thích hợp với điều kiện địa phương.
Ở Sri lanka, khi đảo Ceylon giành độc lập, nguồn sống chính phụ thuộc vào nông nghiệp Việc giết mổ trâu bất hợp pháp, thậm chí giết mổ bất hợp pháp cả trâu lẫn bò chiếm khoảng 30% về lượng thịt cung cấp cho các vùng thành thị. Các động vật sống được vận chuyển bằng xe tải đến các lò mổ trừ lò mổ ở thủ đô Colombo là có các chuồng tạm thời hoặc các chuồng nhốt lâu dài. Thịt được bán đồng hạng trừ ở các siêu thị. Việc vận chuyển bò hoặc để giết mổ hoặc để chọn giống phải có giấy phép của cơ quan thú y vùng. Giới hạn giá cả ở các thị trường chênh nhau từ 0,20 Rs/kg tới 20 Rs/kg, giới hạn cao hơn được bán ở giai đoạn bán buôn. Các giống trâu được nhập là Surti, Murrah và Nili-Ravi, nâng cấp đàn trâu hiện có tới 50% Murrah, và/hoặc Nili-Ravi.
Trâu đầm lầy nuôi ở Việt Nam và một số nước Đông Nam Á thường được coi là con vật cho ít sữa. Thực ra tiềm năng cho sữa của chúng cũng bị đánh giá sai, ở Thái Lan trâu đầm lầy được chọn lọc và nuôi để lấy sữa mỗi ngày cho 3 – 5 kg sữa (915 - 1.525 kg/chu kỳ 305 ngày) . In-đô-nê-xia có quần thể trâu đầm lầy lớn ngay sau Việt Nam. Đặc điểm của một đất nước có tới 13 nghìn hòn đảo và trải dài qua nhiều kinh tuyến đã hình thành nên nhiều loại hình khác nhau về màu sắc lông da, tầm vóc và cả về tập tính như trâu Aceh, trâu Java, trâu Binanga, trâu Moa, trâu Kalang, trâu lang trắng đen.v.v. Indonesia cũng tiến hành công tác chọn lọc nhân thuần trong từng loại hình để giữ sự đa dạng và làm cơ sở lai tạo với trâu sông tạo trâu lai kiêm dụng.

#### Philippines
Philippines có quần thể trâu đầm lầy lớn nhất khu vực Đông Nam Á, với tên gọi là Carabao. Theo truyền thống thì Carabao cũng chỉ sử dụng cho cày kéo là chính, tuy nhiên quá trình cơ giới hoá đã chuyển dần mục đích sử dụng sang lấy thịt và sữa từ những năm 1970, Ở Philippines, trâu cái nuôi sinh sản cho 300 – 800 kg sữa trong chu kỳ 180 - 300 ngày. Philippines thực hiện chọn lọc nhân thuần đàn trâu địa phương và nhập trâu sông để lai tạo tạo con lai lấy sữa, thịt. Người Phi đã xây dựng hệ thống hạt nhân mở để chọn lọc và cải tiến nâng cao chất lượng đàn, đàn hạt nhân được chọn lọc và xây dựng dựa vào hai chỉ tiêu chính tầm vóc và khả năng sinh sản. Nhằm cải tiến nâng cao khả năng cho thịt và sữa họ nhập trâu Murrah để lai tạo với Carabao. 

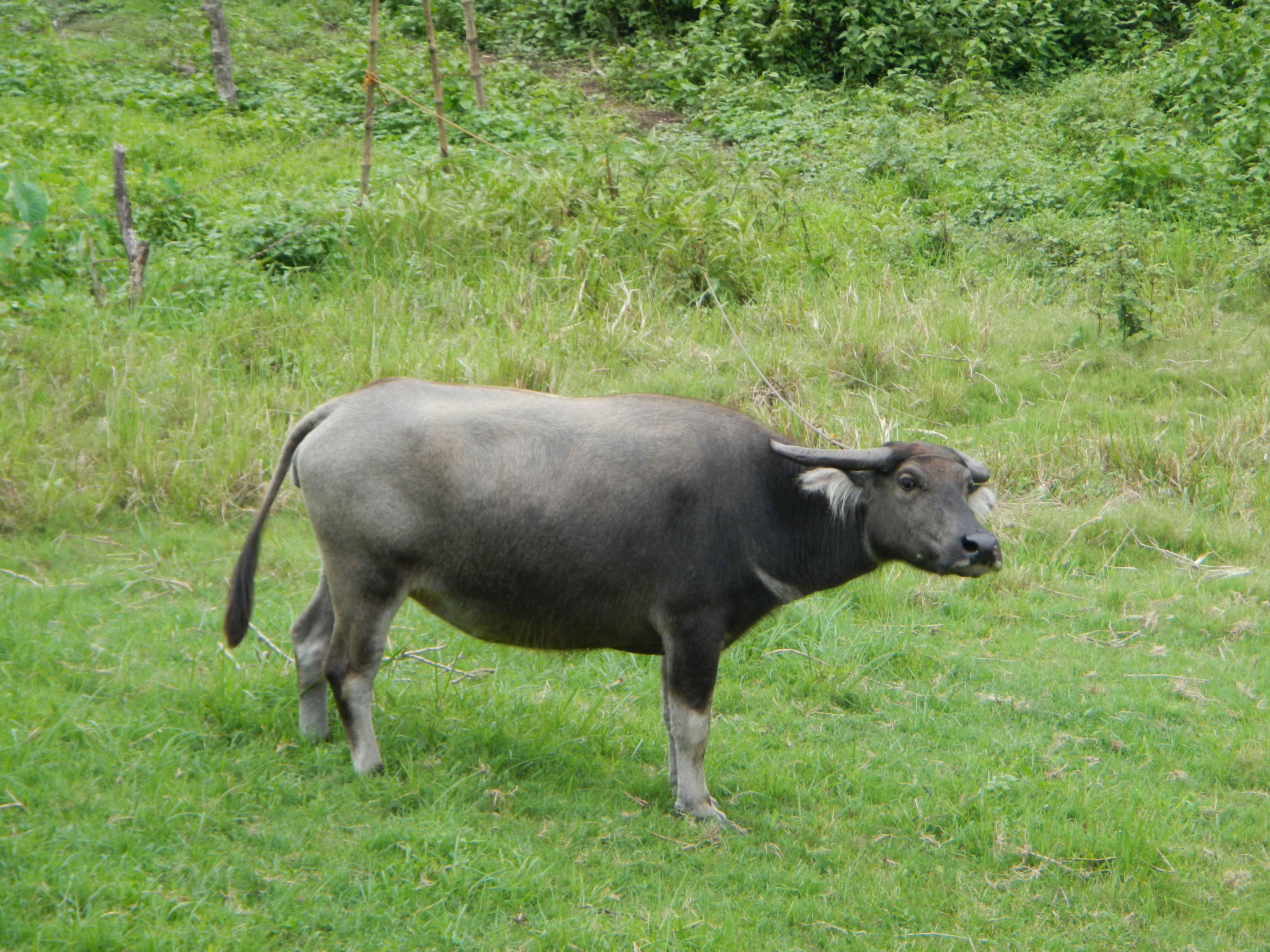
Một con trâu của Philippines

Trâu Murah Mỹ đã được nhập phối với đàn trâu địa phương tạo con lai có khả năng cho thịt tốt hơn cả về năng suất và chất lượng. Trâu Murrah Bungari cũng được nhập khẩu với những cá thể có sản lượng sữa cao để lai tạo trâu lai hướng sữa. Trâu Murah nhập được nuôi giữ tại một Trung tâm, chọn lọc những cá thể có khả năng sinh trưởng và sinh sản tốt để đưa vào kiểm tra năng suất, và sau khi kiểm tra qua đời sau những trâu đực giống này được khai thác tinh để làm thụ tinh nhân tạo.
Trâu Murrah Bungari cũng được nhập khẩu với những cá thể có sản lượng sữa cao nhằm tạo con lai hướng sữa. Tất cả trâu ngoại nhập đều nuôi giữ riêng, chọn lọc nhân thuần và sản xuất những trâu đực giống tốt để kiểm tra năng suất. Sau khi kiểm tra qua đời sau, những trâu đực giống này được khai thác tinh để làm thụ tinh nhân tạo. Con lai đã thể hiện ưu thế rõ về tầm vóc, khả năng sinh trưởng, năng suất thịt và sữa và cao hơn nhiều so với trâu địa phương. Phi-lip-pin đã thành lập Ngân hàng gen với các dạng tinh đông lạnh, phôi được tạo ra từ những cá thể đặc biệt hoặc ở các nhóm giống tốt khác nhau phục vụ cho công tác cải tiến di truyền nâng cao chất lượng đàn giống và khả năng sản xuất của đàn trâu địa phương

#### Trung Quốc
Trung Quốc được coi là nước có quần thể trâu đầm lầy lớn nhất thế giới và tổng đàn trâu đứng thứ nhì thế giới. Do đặc điểm sinh thái giữa các vùng trong nước khác nhau đã dẫn đến với cùng một giống trâu đầm lầy mà có tới 14 loại hình khác nhau thích hợp từng vùng. Chiến lược phát triển trâu của Trung Quốc là tạo giống trâu hướng sữa. Họ đã nhập các giống trâu sông như trâu Murrah, trâu Nili-Ravi để lai với trâu đầm lầy địa phương tạo trâu lai kiêm dụng sữa thịt. Trước mắt họ làm tốt việc chọn lọc nhân thuần từng giống trâu địa phương và trâu nhập nội để nâng cao tầm vóc và khả năng sản xuất, trên cơ sở đó sử dụng đực giống trâu sông nhập nội phối với đàn cái nền trâu địa phương.
Ngoài công tác chọn lọc nhân thuần đàn trâu địa phương để lai tạo giống trâu lai hướng sữa, chương trình giống của Trung Quốc còn chọn lọc nhân thuần tạo giống trâu đầm lầy Trung Quốc mới hướng sữa và chọn lọc tạo giống trâu sông mới Binlang Vân Nam lấy sữa. Trung Quốc là quốc gia rất thành công trong việc tạo giống mới thông qua lai tạo giữa trâu sông và trâu đầm lầy địa phương. Để tạo giống trâu sữa mới của Trung Quốc họ đã tiến hành song song hai công việc

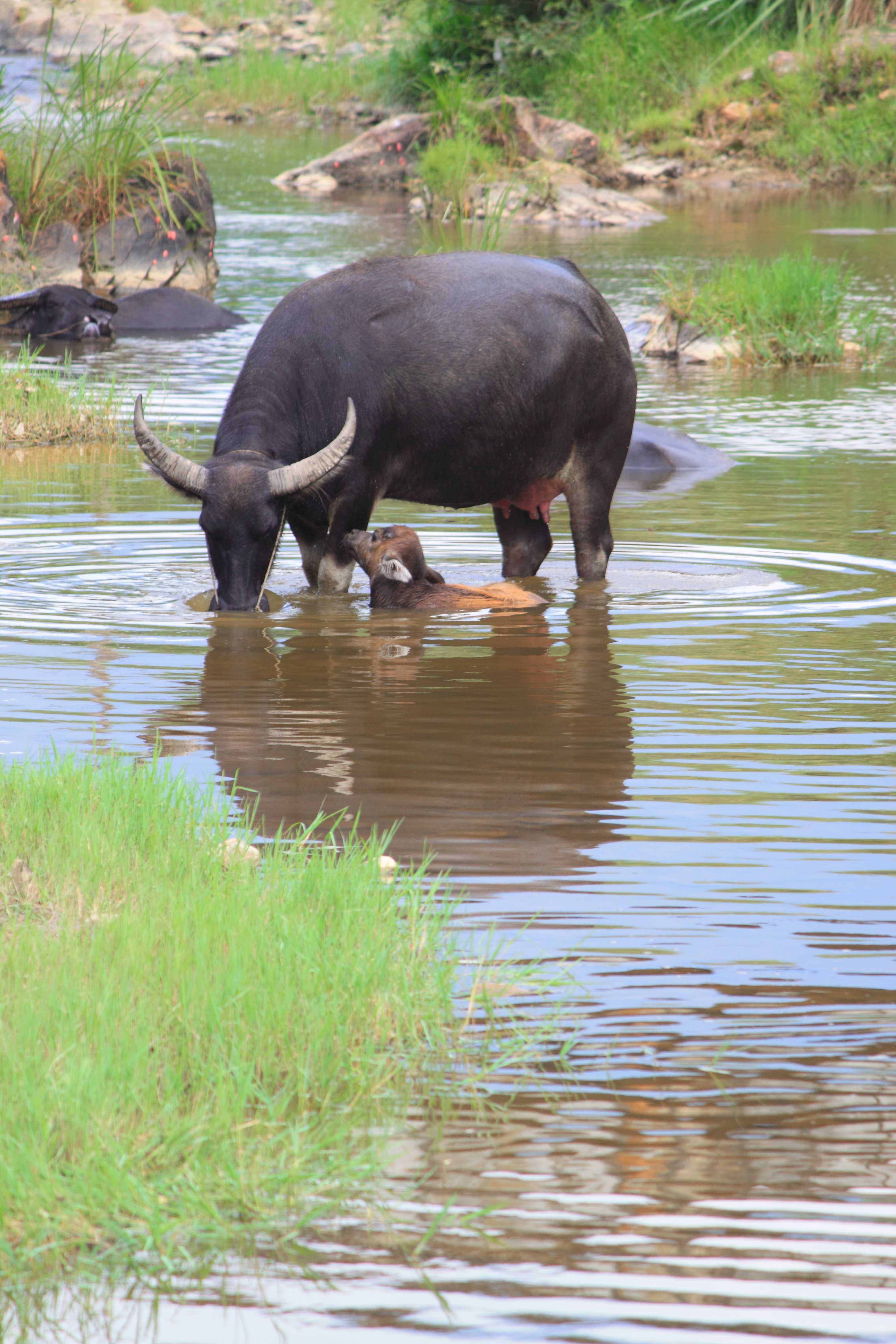
Một con trâu mẹ và trâu con ở Trung Quốc

- Nuôi, chọn lọc, nhân thuần hai giống trâu sông nhập nội là Murrah và Nili-Ravi qua 4 thế hệ tại Trung Quốc. Đồng thời sử dụng trâu đực Murrah và Nili-Ravi lai cấp tiến với trâu cái đầm lầy địa phương đến 3-4 thế hệ (con lai có 87,5-93,75% máu trâu Murrah hoặc Nili-Ravi).
- Bước tiếp theo là cho giao phối giữa trâu Murrah và Nili-Ravi thuần với trâu lai cấp tiến Murrah và Nili-Ravi, ổn định chỉ tiêu sản xuất qua các thế hệ tiếp theo tạo giống trâu sữa Trung Quốc

Trung quốc là ví dụ điển hình, chiến lược phát triển trâu của Trung Quốc là sử dụng các giống trâu sông như Murrah, Nili-Ravi lai với trâu đầm lầy địa phương tạo trâu lai kiêm dụng sữa thịt. Viện Nghiên cứu Chăn nuôi Nam Ninh, Quảng Tây, Trung Quốc cho lai giữa trâu đầm lầy địa phương với trâu Murrah hay Nili-Ravi, con lai mỗi ngày cũng cho 4 – 5 kg sữa. Đối với những giống trâu sữa (thuộc nhóm trâu sông) của Ấn Độ, Ý hay Pakistan cho 1.500 - 1.900 kg sữa mỗi chu kỳ, tuy nhiên cũng có những con thuộc giống Nili-Navi của Pakistan cho sản lượng 4.300 kg với chu kỳ 285 ngày, trâu sữa vùng Salerno của Ý cũng cho 3.500 kg sữa mỗi chu kỳ. Họ đã rất thành công với con lai 3 máu giữa trâu Murrah và trâu địa phương với trâu Nili-Ravi đã cho sản lượng sữa và tỷ lệ thịt cao hơn nhiều so với trâu đầm lầy địa phương.
Các bước tiến hành để tạo con lai 3 máu gồm hai công đoạn: Tiến hành lai giữa trâu đực Murrah với trâu cái đầm lầy địa phương tạo con lai F1 (50% máu Murrah), Sử dụng trâu đực Nili-Ravi phối với trâu lai F1 (50% máu Murrah) tạo con lai có 50% máu Nili-Ravi, 25% máu Murrah và 25% máu trâu đầm lầy địa phương. Khi có con lai 3 máu, người ta tiếp tục sử dụng trâu đực Nili-Ravi phối với trâu lai trên, con lai 3 máu có tỷ lệ máu trâu Nili-Ravi 87,5-93,75%, máu trâu Murrah 3,125-6,25% và máu trâu đầm lầy địa phương 3,125-6,25%. Con lai 3 máu đã cho khả năng sản xuất cao hơn so với con lai hai máu. Hiện nay con lai 3 máu đang phát triển với số lượng khá lớn ở Trung Quốc, phục vụ phát triển ngành sữa của các địa phương.

#### Việt Nam
Ở Việt Nam, nuôi trâu là nghề có từ rất lâu đời trong lịch sử. Trâu là động vật quan trọng bậc nhất trong sản xuất nông nghiệp, trong suốt lịch sử, trâu ở Việt Nam chủ yếu để lấy sức kéo nên tiềm năng sản xuất trâu thịt hầu như không được chú ý đến. Thực chất thịt trâu giống như thịt bò về nhiều tính chất cơ bản cấu trúc, thành phần hoá học, giá trị dinh dưỡng, vị ngon. Thịt nghé non, trâu tơ hoặc trâu nuôi chuyên thịt là loại thịt rất ngon, giá bán rất cao. Nhưng hiện nay, ở Việt Nam chủ yếu là giết thịt loại trâu già, trâu loại thải nên màu thịt xẫm, ít mềm hơn và nặng mùi hơn thịt trâu non, vì vậy người tiêu dùng không ưa chuộng. Việt Nam chưa chú trọng thịt trâu vì còn những thành kiến và hiểu biết chưa đúng về thịt trâu, thịt trâu thường là từ trâu cày kéo bị loại thả. 

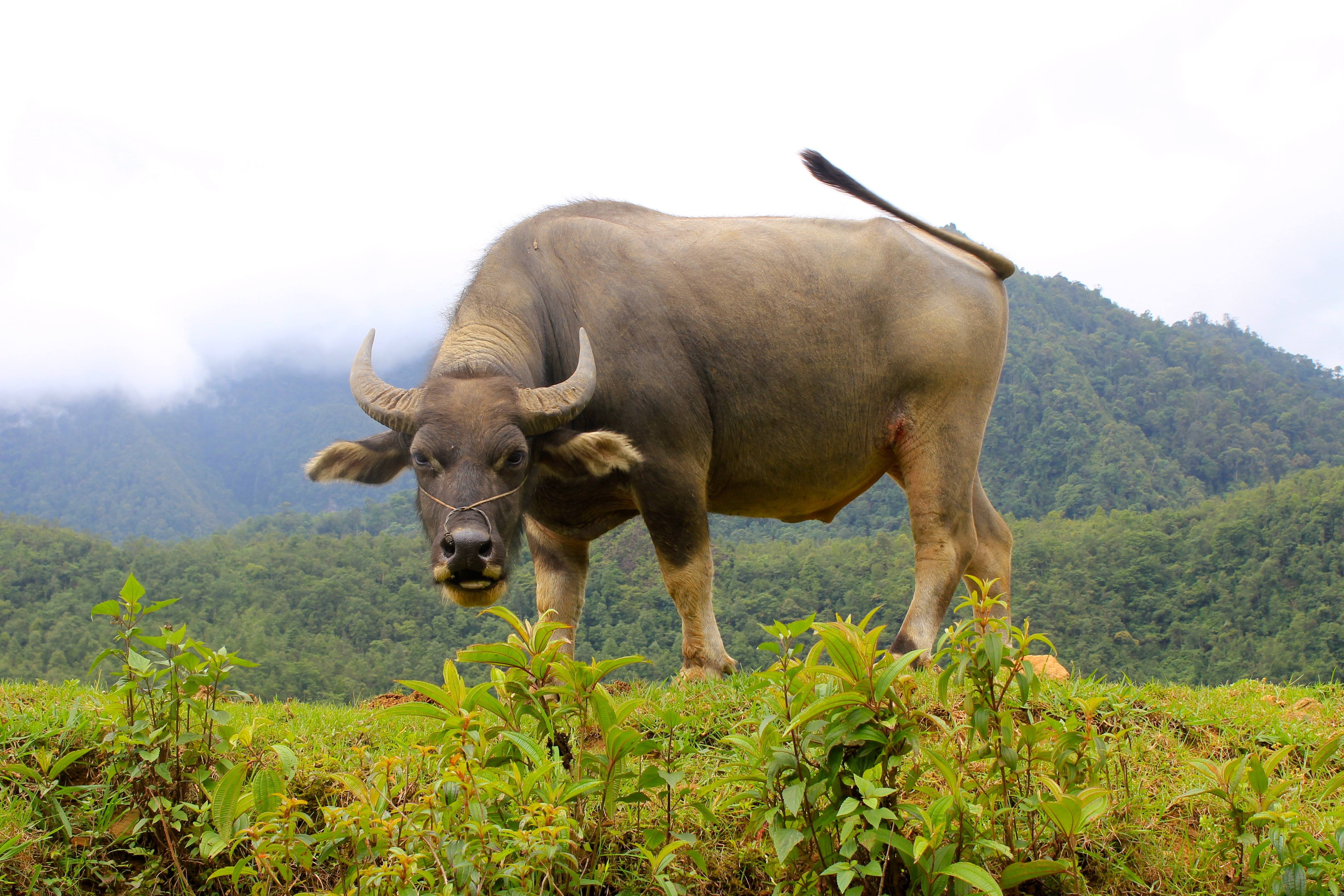
Một con trâu ở Sapa

Trâu Việt Nam chủ yếu được sử dụng để cày kéo, có nhược điểm chung là tầm vóc bé, sinh trưởng chậm, tỷ lệ thịt không cao, nếu không được cải tạo và vỗ béo. Cải tạo trâu theo hướng nuôi thịt là nâng cao tầm vóc, tăng tốc độ sinh trưởng, rút ngắn thời gian nuôi lấy thịt, tăng năng suất thịt trên một đầu trâu đồng thời nâng cao chất lượng thịt trâu. Ngày nay người ta đang áp dụng biện pháp sau chọn lọc những trâu đực và cái có tầm vóc to làm giống là một biện pháp góp phần nâng cao tầm vóc đàn trâu địa phương. Dựa vào ưu thế lai, sử dụng trâu đực giống ngoại cho lai với đàn cái nội đã chọn lọc và tạo con lai có tầm vóc lớn hơn. Tăng cường chế độ dinh dưỡng, nuôi dưỡng chăm sóc hợp lý vỗ béo ở độ tuổi thích hợp tăng khả năng sinh trưởng, tăng năng suất thịt.
Ngày nay, có nhiều quan điểm cho trằng nuôi trâu sinh sản thu lãi cao hơn so với con vật khác, nuôi trâu ít tốn công chăm sóc, nguồn thức ăn sẵn có, chủ yếu là ngoài đồng mang về, lại ít bệnh tật, hiệu quả kinh tế cao. Chuồng trại nuôi trâu chỉ cần khô ráo, thoáng mát, thức ăn không ẩm mốc. Chuồng trại thoáng mát vào mùa hè, ấm áp vào mùa đông. Việc nuôi trâu rất đơn giản, thức ăn thiết yếu nhất của loài động vật này chính là cỏ và nước uống. Hiện nay, món thịt trâu đã trở thành đặc sản được nhiều người ưu chuộng. Nhu cầu cung ứng loại thực phẩm này luôn trong tình trạng khan hiếm hàng, nên người chăn nuôi không bị chèn ép giá
Nhiều địa phương có phong trào nuôi trâu phát triển trở lại. Trong khi hầu hết các địa phương trong tỉnh Yên Bái đều chững hoặc giảm tổng đàn trâu, bò thì ở huyện Trạm Tấu, đàn trâu, bò lại tăng nhanh. Trâu được ăn rơm, cây ngô, cỏ trồng nên vẫn béo khoẻ. Trước đó người ta vẫn quen tập quán thả rông gia súc và chưa biết cách phòng chống đói rét cho trâu, bò. Rơm và cỏ voi là nguồn thức ăn được chủ động chuẩn bị đầy đủ cho trâu trong mùa giá rét. Làm giàu từ nghề nuôi trâu thương phẩm. Nhiều nơi chủ yếu chăn thả tận dụng rơm, cỏ sẵn có ngoài đồng nên gia đình hầu như không phải cho ăn thêm các thức ăn bổ sung. Ở Hà Nội, người ta còn nuôi trâu ngay ở đô thị. Ngoài ra còn có mô hình nuôi trâu vỗ béo ở Dồm Cang, Bắc Ninh, người dân làm giàu từ nghề nuôi trâu thương phẩm. Bằng nghề nuôi trâu vỗ béo thương phẩm, nhiều hộ gia đình nuôi thường xuyên, những năm về trước, ở Lũng Giang nghề chăn nuôi trâu thương phẩm chưa phát triển, chủ yếu chăn nuôi nhỏ lẻ, phân tán trong các hộ gia đình nay đã quy mô.

### Châu Âu
Trâu vẫn được nuôi nhiều ở vùng châu Âu, nhất là vùng gần Địa Trung Hải. Người ta vẫn tin rằng trâu là con vật sống duy nhất ở vùng nhiệt đới, tuy nhiên trâu sông đã được dùng để cào tuyết trong mùa đông ở Bulgaria. Những vùng ôn đới lạnh như Ý, Albania, Nam Tư, Hy Lạp, Thổ Nhĩ Kỳ, Grudia, Azerbaijan và một số vùng núi lạnh của châu Á như Pakistan, Afghanistan và Nepan cũng thấy có nhiều trâu. Có giả thuyết cho rằng, người Mông Cổ- Thổ Nhĩ Kỳ khi xâm lược châu Âu đã đưa trâu vào đây. Nhưng đúng hơn có lẽ chúng đã được những người tham gia thập tự chinh đem về.
Vào cuối thế kỷ 13, một số lớn trâu đã được nuôi ở khu vực sông Đanuýp và vùng đầm lầy Pontin ở Ý. Trâu được thuần dưỡng là một vật nuôi rất quan trọng trong đời sống người dân một số vùng ở châu Á. Chúng cho sức kéo, thịt và sữa nhưng cũng thấy có ở Hungary, Rumania, Nam Tư, Hy Lạp, Bulgaria, Azerbaijan, Grudia Năm 1807, Napoleon đem trâu từ Ý về vùng Landes thuộc tây nam nước Pháp và thả chúng gần Mont-de Marsan. Chúng trở thành trâu hoang, sống và sinh sôi nẩy nở trong rừng, nhưng không may chúng bị những nông dân săn bắt để làm thịt và khi Napoleon bị lật đổ thì chúng cũng bị làm thịt hết.
Thịt trâu cũng là một loại thịt ngon. Một nghiên cứu đánh giá độ ngon của ba loại thịt là thịt trâu, thịt bò lai (giữa giống bò Jamaica Đỏ với bò Sahiwal) và thịt bò loại 1 nhập từ châu Âu đã được thực hiện ở Trinidad. Tất cả 28 bữa ăn đã được thí nghiệm trong một công ty bán thịt, các thành viên ban giám khảo không ai được biết về tên của các loại thịt. Tất cả thịt được bảo quản lạnh trong một tuần trước khi nấu. Thịt trâu được 14 người cho điểm cao nhất, thịt nhập từ châu Âu chỉ được 7, thịt bò lai được 5 người cho điểm cao nhất, có hai người nói thịt trâu và thịt bò lai ngon như nhau và ngon hơn thịt bò nhập từ châu Âu. Thịt trâu nhận điểm cao nhất về màu, hương vị, nhưng không thấy có sự khác nhau về kết cấu của thịt.

#### Italia

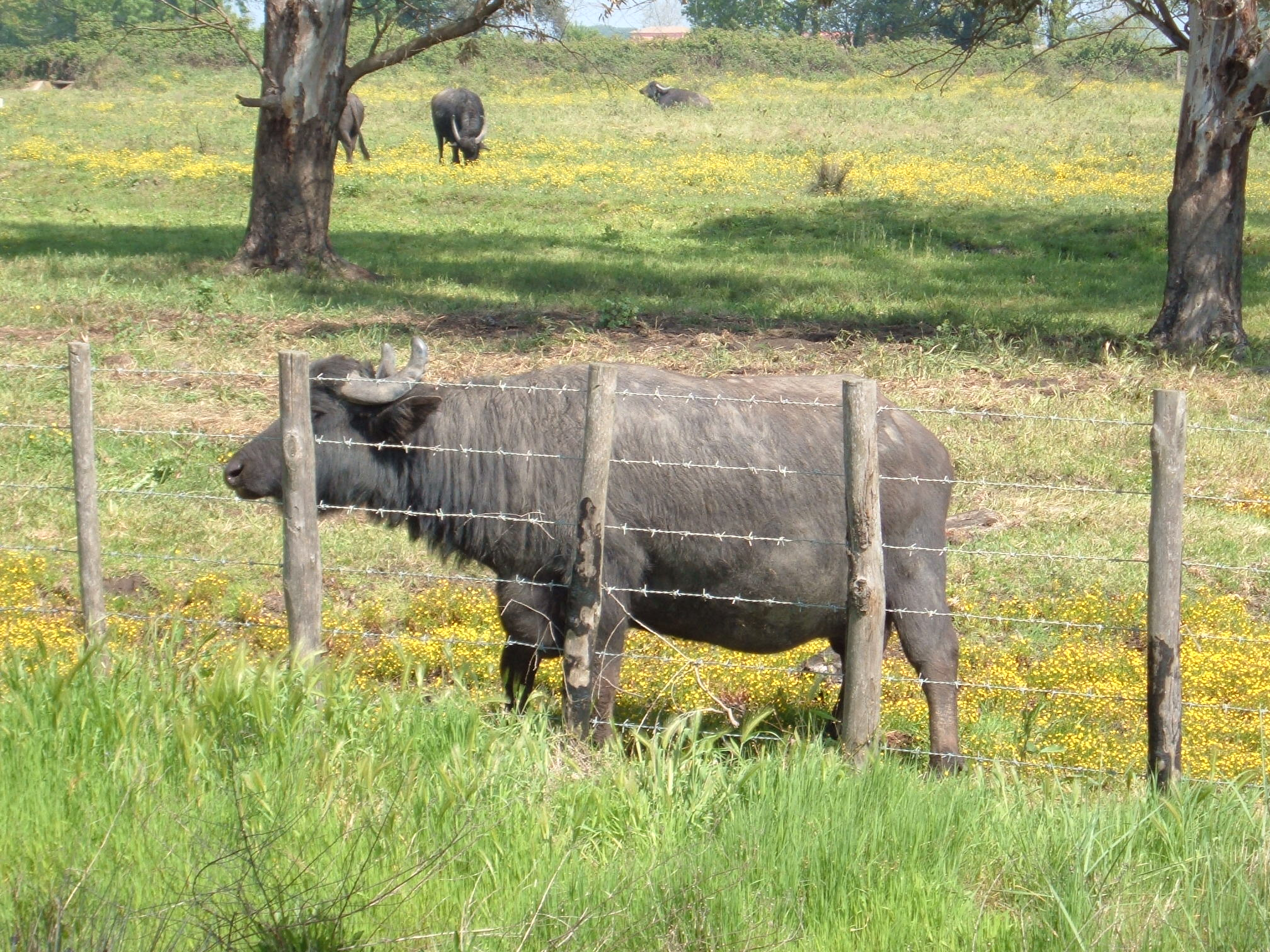
Một giống trâu đang được nuôi ở Ý

Ở Italia, trâu đã được du nhập và nuôi hơn 600 năm về trước trâu được nuôi nhiều ở vùng đồng lầy Pontine phía đông nam của Rome và vùng phía nam của Naples. Người Ý coi thịt trâu là loại thịt bổ do các đặc điểm nêu trên và còn do thịt trâu có khá nhiều acid béo omega-3 như EPA (Eicosapentoenoic Acid, C20:53) và DHA (Docosahexaenoic Acid, C22:63), các acid béo này chữa được nhiều bệnh như tim mạch, ung thư, suy giảm trí nhớ. Ý là nước có số lượng trâu tăng liên tục, giống trâu ở đây là trâu Địa Trung Hải được nuôi trong cả nước. Trâu được nuôi để lấy sữa sản xuất pho mát, còn thịt thì vẫn ít được chú ý. Người nuôi trâu cho rằng nuôi trâu cho hiệu quả kinh tế cao vì sữa trâu được bán để sản xuất pho mát nổi tiếng (Mozzarella di Buffalo) cho tiêu dùng trong nước và cho xuất khẩu.
Thịt trâu là sản phẩm phụ, nhiều vùng không có tập quán ăn thịt trâu, vì vậy trâu loại thải bán rất rẻ, còn trâu tơ lấy thịt không có, nghé đực sinh ra bị giết chết. Nhiều ý kiến cho rằng thịt trâu tơ vỗ béo có chất lượng cao và khuyến khích nuôi trâu thịt nhưng vẫn chưa phát triển. Ý không làm công tác lai tạo trâu mà chỉ có chọn lọc nhân thuần để cải tiến di truyền nâng cao năng suất đàn trâu sữa của họ. Công tác chọn lọc bắt đầu tiến hành quy mô từ những năm 1980, kiểm tra qua đời sau vào năm 1986. Kiểm tra chất lượng giống dựa vào các chỉ tiêu năng suất pho mát, lượng sữa, tỷ lệ mỡ sữa, tỷ lệ protein sữa, sản lượng bơ và protein sữa. Những trâu đực giống và trâu cái đã được kiểm tra có tiềm năng đặc biệt tốt sẽ được công bố trên ca-tô-lô.

#### Bulgaria
Một trong những quốc gia châu Âu đi đầu trong công tác giống trâu là Bun-ga-ri. Trâu đã được nuôi ở Bun-ga-ri vào thế kỷ 13. Nước này chỉ nuôi trâu sông để khai thác sữa, vì vậy mục tiêu chương trình giống trâu quốc gia Bun-ga-ri là tập trung cải thiện khả năng cho sữa của trâu. Công tác chọn lọc nhân thuần được họ tiến hành thường xuyên qua rất nhiều năm và nhiều thế hệ. Các bước tiến hành theo một trình tự nhất định từ khâu ghi chép theo dõi đến chọn con mẹ, chọn con con và kiểm tra qua đời sau mới đưa vào sử dụng. Trong quá khứ, Bun-ga-ri nuôi trâu địa phương là trâu Địa Trung Hải, nhưng trong mấy thập kỷ gần đây trâu Murrah đã được nhập vào năm 1962. Trước đây trâu được nuôi với mục đích kiêm dụng cầy kéo, sữa, thịt.
Đến đầu thế kỷ 20 trâu được nuôi chủ yếu với mục đích lấy sữa. Trâu Murrah được nhập từ rất lâu và qua nhiều năm lai tạo giữa trâu địa phương là trâu Địa Trung hải (Mediterranean) với trâu Murrah đã hình thành nên giống trâu Murrah Bun-ga-ri. Đàn trâu này được nuôi dưỡng và chọn lọc tốt đã ổn định và cho khả năng sản xuất tốt, chủ yếu là khả năng cho sữa khá cao. Trâu Murrah Bun-ga-ri cũng được chuyển tới nhiều nước để làm công tác cải tạo khả năng sản xuất trâu địa phương. Các nước như Ru-ma-ni, A-zec-bai-zan, Gioc-gia… Người ta đã sử dụng trâu đực Murrah Bun-ga-ri để lai với trâu cái địa phương (cũng là trâu sông) tạo con lai tốt hơn về sinh trưởng, hình dáng, khả năng vỗ béo và sản lượng sữa. 

### Châu Mỹ
Trong những năm gần đây một số nước ở Nam Mỹ cũng chú ý phát triển con trâu. Brazil đã nhập trâu từ Ý và Ấn Độ. Thịt trâu và sữa trâu được bán rộng rãi ở các thành phố vùng Amazon, giá thịt trâu ở đây tương đương với giá thịt bò. Các nước khác như Trinidad, Venezuela, Colombia, Guyan, Costa Rica, Ecuador, Cayenne, Panama, Surinam cũng đang nuôi và phát triển đàn trâu. Ở Venezuela phomat trâu được bán với giá 15 bolivar/kg, trong khi phomat làm từ sữa bò chỉ bán được 8 bolivar/kg. Sữa trâu đặc hơn sữa bò do ít nước hơn, hàm lượng mỡ sữa đạt tới 7 - 8%, cao hơn của bò 50 - 60%, do vậy cứ 100 g sữa trâu cho 110 kcal năng lượng, trong khi sữa bò chỉ cho 66 kcal năng lượng. Hàm lượng protein trong sữa trâu cũng giàu hơn sữa bò. Hàm lượng acid béo no cao hơn sữa bò, nhưng cholesterol thì lại thấp hơn. 

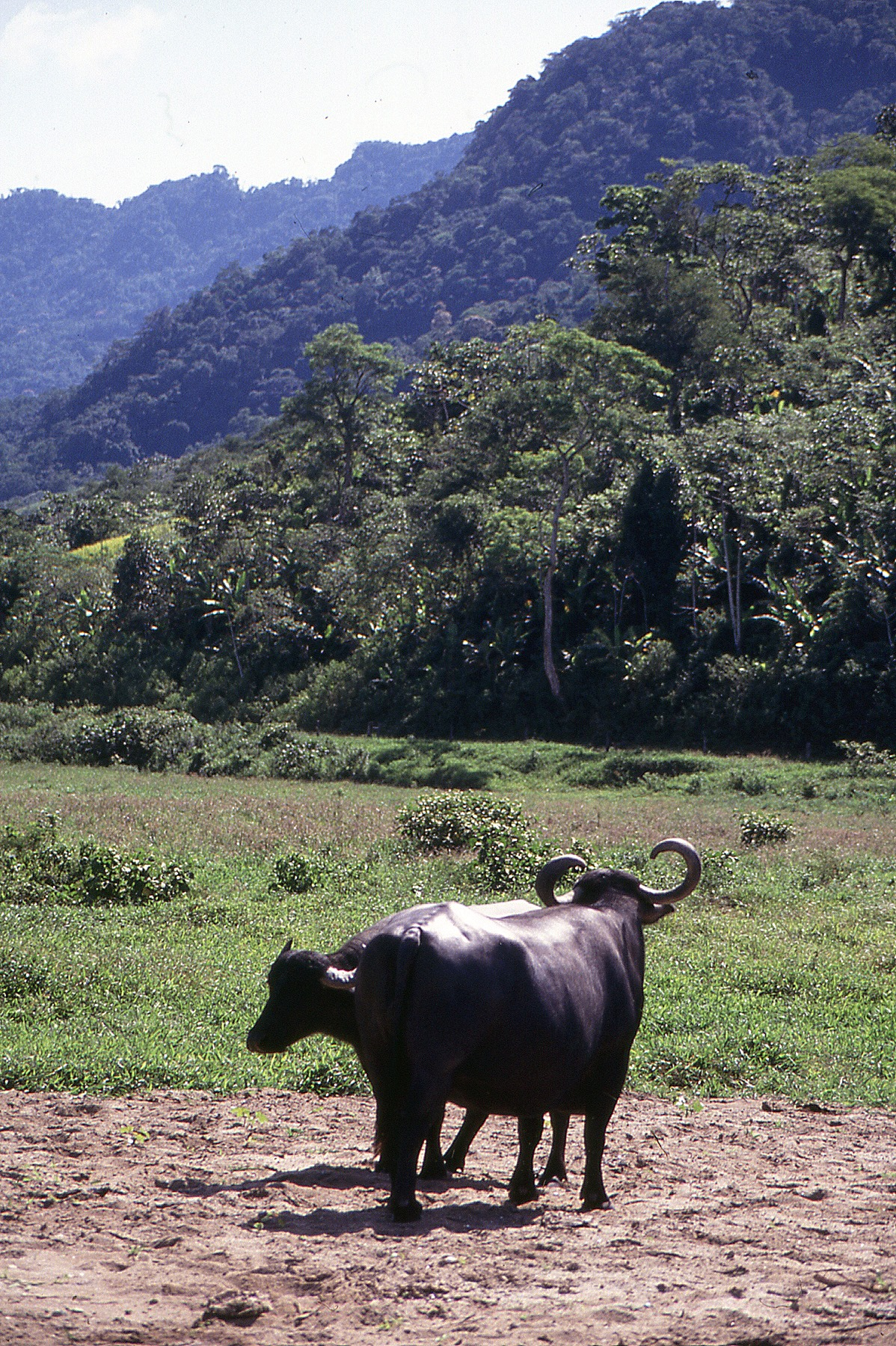
Một đàn trâu ở Brasill

Quần thể trâu châu Mỹ khá khiêm tốn, tuy vậy nhiều quốc gia cũng rất chú ý tới công tác giống trâu. Bra-xin là nước có quần thể trâu lớn ở khu vực này và công tác giống trâu cũng được tiến hành tốt. Do đặc điểm chăn nuôi và điều kiện mà nước này áp dụng các giải pháp khác nhau, tuy nhiên vẫn dựa vào những nguyên tắc chung là chọn lọc nhân thuần. Tại các trại nghiên cứu họ cũng tiến hành kiểm tra cá thể và kiểm tra qua đời sau nhưng trong điều kiện sản xuất họ lại áp dụng phương pháp đơn giản hơn là đàn trâu được phân làm hai nhóm: nhóm A là đàn trâu hạt nhân đã chọn lọc (20% trâu có năng suất cao nhất) và nhóm B là 80% còn lại.
Đàn giống A để sản xuất ra trâu đực giống, đàn giống B sản xuất ra đàn trâu cái sinh sản (trâu đực ở đàn này chỉ để vỗ béo lấy thịt). Đàn trâu đực sinh ra từ nhóm bố A sẽ được kiểm tra nghiêm ngặt về khả năng sinh trưởng và các chỉ tiêu khác để chọn 1% tốt nhất để phối giống cho đàn trâu cái hạt nhân, 49% trâu đực tốt tiếp theo sẽ chọn làm đực giống phối cho đàn trâu cái đại trà và 50% đực còn lại không dùng làm đực giống, chỉ để nuôi lấy thịt.
Các nước vùng Nam Mỹ như Bra-xin, Vê-nê-du-ê-la, Tri-ni-dad nuôi chủ yếu trâu sông với mục đích chính là lấy sữa. Công tác lai tạo cũng được tiến hành, họ dùng trâu đực Murrah lai với trâu cái Địa Trung Hải để cải thiện khả năng sản xuất. Họ không những chỉ lai hai giống mà một số nước cả lai 3 giống tuỳ thuộc vào sở thích và nguồn giống họ có. Kết quả là họ đã thu được những con lai có khả năng cho sữa tốt hơn và thích nghi tốt trong điều kiện sinh thái, nuôi dưỡng của họ.
Đặc biệt ở Tri-ni-dad đã thành công khi cho lai nhiều giống trâu sông khác nhau và đã tạo được một giống trâu thịt mới nổi tiếng, đó là trâu Bufalypso. Giống trâu này được lai tạo từ trâu Nili-Ravi, trâu Jafarabadi, trâu Surti, trâu Nagpuri và trâu Murrah được nhập từ Ấn Độ vào Tri-ni-dad từ đầu thế kỷ 20. Bufalypso là tên ghép của Buffalo (trâu) và Calypso là tên của một loại nhạc dân gian ở Tri-ni-dad. Đối với trâu, có thể có nhiều giống trâu sữa nhưng trâu thịt thì đây là giống trâu thịt mới được công nhận trên phạm vi quốc tế có khả năng cho thịt cao và chất lượng thịt ngon. 

### Châu Phi
Trâu đã có mặt ở thung lũng Jordan lần đầu tiên vào năm 723 sau công nguyên. Chắc chắn là chúng được người Arập đưa từ vùng Lưỡng hà vào đây và có thể vào cả Ai Cập. Từ thời Trung cổ người nông dân Ai Cập đã nuôi trâu, từ đó nó trở nên con gia súc quan trọng của Ai Cập hiện nay. Trong 50 năm gần đây, đàn trâu đã tăng gấp đôi và đạt 2 triệu con. Trâu bây giờ trở thành con vật cung cấp thịt nghé ngon mềm hơn nhiều gia súc, chúng cũng cung cấp sữa, dầu ăn và pho mat.

## Phương thức

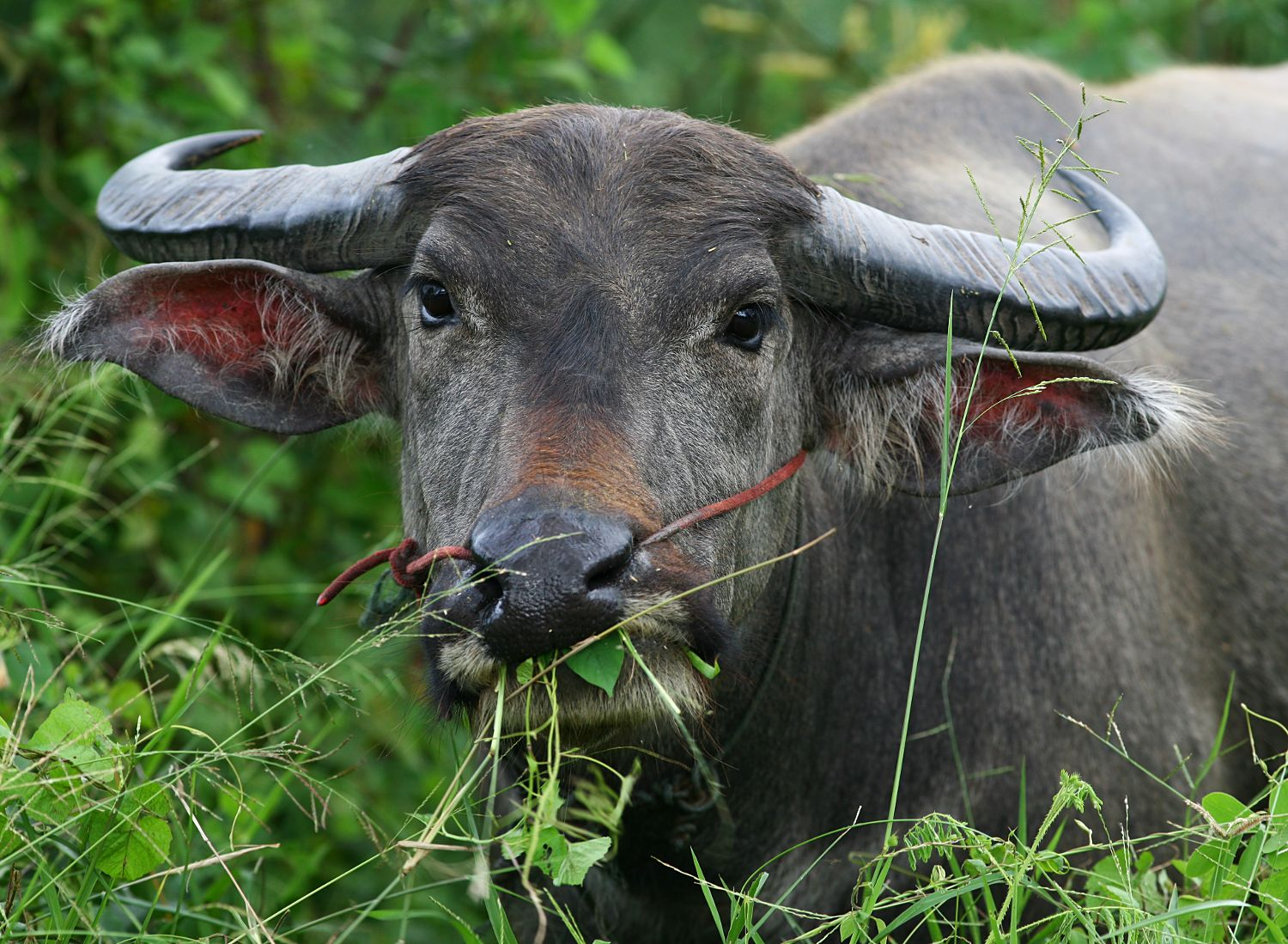
Một con trâu được cho ăn cỏ tươi ở Thái Lan

Trên thế giới hiện nay có đa dạng các phương thức nuôi trâu, người ta có thể nuôi quảng canh hay thâm canh. Mục đích và quy mô chăn nuôi có thể chăn nuôi trâu để cày kéo hay nuôi trâu lấy thịt hay nuôi trâu lấy sữa, quy mô nông hộ hay gia trại, trang trại. Phương thức chăn nuôi chủ yếu là chăn thả trên đồng bãi, kết hợp ăn cỏ, rơm và thức ăn tinh tại chuồng. Người ta cũng có thể nuôi theo kiểu bán chăn thả rồi lấy rơm, lá ngô, cắt cỏ trồng, cỏ rừng, thái cây chuối trộn muối, cám đổ vào hộc cho trâu, bò ăn.
Hình thức chăn nuôi nông hộ và mô hình chăn nuôi theo nhóm hộ do có nhiều nơi trên núi cao ít người ở, không phù hợp canh tác nông nghiệp nhưng ở đó lại có những đồng cỏ đủ để nuôi hàng trăm đầu gia súc. Nếu nuôi theo mô hình này sẽ vừa dễ kiểm soát dịch bệnh cho gia súc, giảm nhân lực chăn thả vừa chia sẻ được nhân lực với những hộ neo người cũng có thể tham gia phát triển chăn nuôi.
Đồng thời, nuôi trâu, bò theo mô hình nhóm hộ cũng tiện lợi cho việc đầu tư khoa học kỹ thuật, tạo nguồn thức ăn cho gia súc, chia sẻ gánh nặng giữa các gia đình trong đầu tư tiền làm chuồng trại, đầu tư con giống. Đây cũng là cách giao ước chăm đàn của một hộ ba gia đình. Cứ mỗi gia đình giữ một ngày và luân phiên nhau liên tục, người chăn giữ chủ yếu đi theo đàn, trông nom không cho nó đi bậy phá cây cối và trông chừng kẻ xấu. Việc giữ trâu cũng không nặng nhọc. Trâu ăn no cỏ rồi xuống hồ tắm hay cụm lại nằm nghỉ trên bờ hồ.

### Nuôi vỗ béo
Với phương thức nuôi vỗ béo, người ta áp dụng đối với việc chăn nuôi trâu để lấy thịt. Vỗ béo trâu là phương thức nuôi những con trâu đực gầy, trâu sau 24 tháng tuổi hay những con trâu loại thải trở nên béo tốt, nhiều thịt và đạt tiêu chuẩn bán. Thời gian nuôi vỗ béo thường kéo dài từ 4-6 tháng. Để tăng năng suất và chất lượng thịt trâu, cần tiến hành vỗ béo trâu. Mô hình nuôi trâu vỗ béo theo hình thức nhốt chuồng đem lại hiểu quả kinh tế cao mà kỹ thuật nuôi cũng đơn giản, ít rủi ro. Việc nuôi nhốt trâu vỗ béo tại chuồng rất có lãi. Kỹ thuật nuôi trâu vỗ béo khá đơn giản, có thể nuôi bán chăn thả hoặc nhốt chuồng hoàn toàn tùy vào điều kiện tự nhiên của từng nơi. Trong điều kiện chăn thả gia đình thì có 2 phương thức vỗ béo thích hợp là:

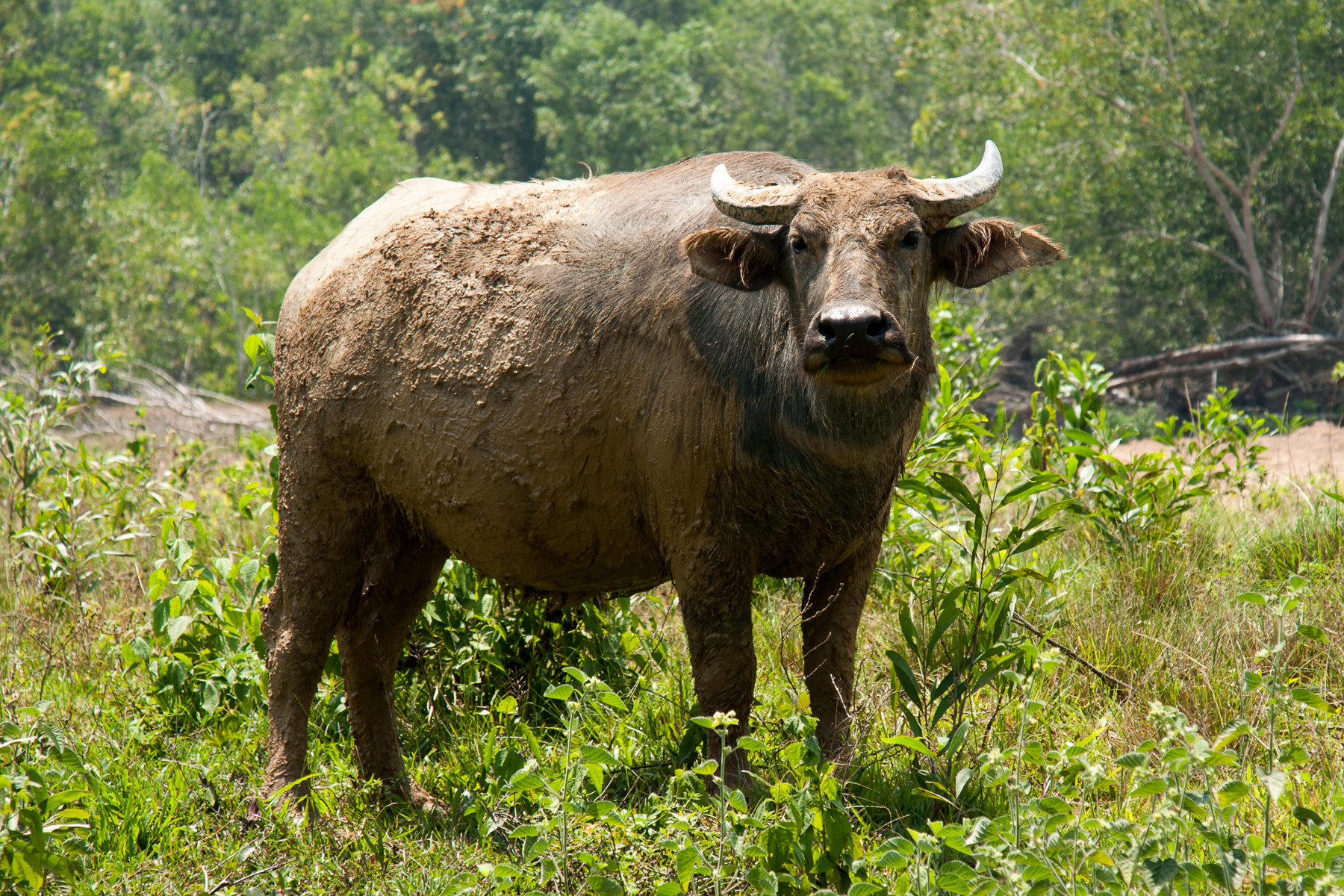
Một con trâu đang nuôi vỗ béo

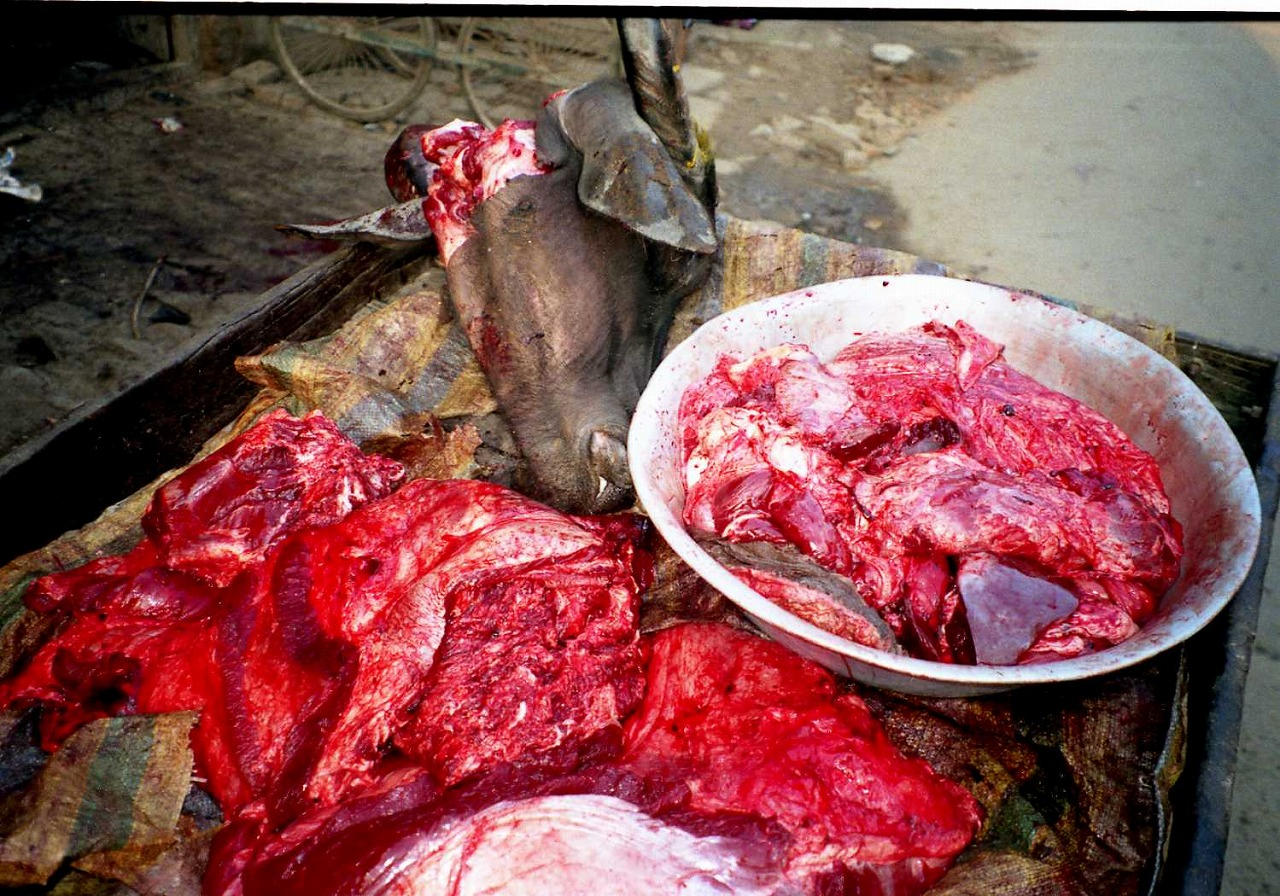
Thịt trâu

- Vỗ béo bằng hình thức bán chăn thả: áp dụng cho những nơi ít bãi chăn (vùng đồng bằng, ven đô, khu công nghiệp). Trâu chỉ tận dụng được một phần hoặc một nửa khẩu phần thức ăn trên bãi chăn, phần còn lại phải bổ sung tại chuồng nuôi, trong đó lưu ý đến thức ăn tinh.
- Vỗ béo bằng hình thức chăn thả trâu trên bãi chăn từ 8 - 10 giờ/ngày để tận dụng cỏ tươi mà không tốn công thu cắt và vận chuyển. Ban đêm, bổ sung thức ăn tinh và muối ăn cho trâu. Cách vỗ béo này áp dụng cho những nơi có đồng bãi chăn thả rộng và năng suất cỏ tươi tương đối khá, bảo đảm cho trâu mỗi ngày thu lượm được 20 – 25 kg cỏ

So với nuôi trâu theo hình thức thả núi, mô hình nuôi trâu vỗ béo, hiệu quả kinh tế cao hơn hẳn, thời gian nuôi trâu thả núi khoảng 4 - 5 năm mới xuất bán, thời gian nuôi trâu vỗ béo từ 4 – 6 tháng, trong khi thu nhập ngang nhau. Nuôi trâu thả núi phải tốn công chăn thả và phải trông nom, nuôi trâu vỗ béo là nuôi nhốt, chỉ cần tận dụng thời gian nhàn rỗi, hoặc tranh thủ lúc đi làm đồng cắt cỏ mang về nuôi trâu. Hiện nay, ngoài việc tận dụng nguồn rơm, cỏ sẵn có tại địa phương, người dân đã trồng cỏ voi ở các sườn đồi, sườn núi để đảm bảo thức ăn cho trâu, tận dụng đất bỏ hoang ở các sườn đồi, dốc núi để trồng cỏ voi. Việc áp dụng và phát triển nghề vỗ béo trâu không khó. Ngoài việc tận dụng nguồn rơm, cỏ sẵn có tại địa phương, người nuôi chỉ cần kết hợp cho trâu, bò ăn thêm một ít cám hỗn hợp vào mùa đông.
Chuồng để nuôi phải được dựng nơi cao ráo, thoáng mát. Hướng chuồng theo hướng Nam hoặc Đông Nam, diện tích nuôi trung bình 3-5m2/ con, cần trang bị máng ăn và máng uống nước, chuồng nuôi trâu không quá xa nhà để còn tiện kiểm tra và chăm sóc. Thức ăn nuôi trâu vỗ béo chủ yếu là rau, cỏ voi trộn lẫn cám và thường xuyên bổ sung thức ăn tinh như ngô, khoai, sắn để trâu nhanh lớn. Trâu là động vật nhai lại, chất thô là thành phần chính trong khẩu phần ăn của chúng, do đó chủ yếu vỗ béo cho trâu thông qua việc cung cấp cỏ tươi, lá cây rừng, rơm rạ hay cỏ khô cho trâu ăn, nhiều nơi hầu như không phải bỏ chi phí mua thức ăn cho trâu mà chỉ tốn công chăm sóc. Đây là nguyên nhân khiến nghề nuôi trâu vỗ béo nhanh chóng lan tỏa thành một phong trào phát triển kinh tế.
Những nước thời tiết có bốn mùa không rõ rệt mà thể hiện rõ ở hai mùa nóng ẩm và khô lạnh. Mùa nóng ẩm thì mưa nhiều nên nguồn thức ăn xanh dồi dào, các phế phụ phẩm nông nghiệp cũng sãn nên vỗ béo trâu thuận tiện, còn mùa khô lạnh ít mưa, nguồn thức ăn xanh khan hiếm, việc vỗ béo trâu khó khăn hơn. Trong sản xuất chúng ta có thể vỗ béo trâu quanh năm, trong mùa khô hanh vẫn có thể tận dụng các phế phụ phẩm nông nghiệp và công nghiệp chế biến như rơm khô ủ urê, bã bia rượu, dây lang, dây lạc, bã và ngọn mía... để vỗ béo trâu với số lượng hạn chế. Tuy vậy thời tiết khí hậu cũng ảnh hưởng đến khả năng sinh trưởng và mức độ tích luỹ của trâu, nóng quá hoặc lạnh quá đều không tốt, vì vậy mùa thu thời tiết mát mẻ và nguồn thức ăn dồi dào là thời kỳ vỗ béo tốt nhất. ở vùng lạnh (miền núi phía Bắc) nên kết thúc vỗ béo trước khi mùa đông tới (cuối thu) để giảm tiêu hao dinh dưỡng trong mùa rét.
Một kinh nghiệm cho thấy, đối với các tỉnh phía Bắc Việt Nam, vỗ béo trâu vào mùa thu là tốt nhất vì lúc này lượng cỏ phong phú, thời tiết mát mẻ. Đối với các tỉnh phía Nam Việt Nam, có thể vỗ béo trâu quanh năm, nhưng vỗ béo vào mùa mưa từ tháng 5 - 10 là kinh tế nhất. Thời gian vỗ béo thường là 3 tháng.
- Tháng thứ nhất thì tiến hành dọn vệ sinh chuồng trại, tẩy giun sán cho trâu, cho ăn đủ rơm, cỏ. Đối với những con gầy yếu, cho ăn thêm những loại thức ăn giàu đạm để nhanh chóng phục hồi cơ thể, tạo đà cho những tháng tiếp theo.
- Tháng thứ hai thực hiện chăn thả gần, cho ăn cỏ thoả mãn, tăng lượng thức ăn tinh, đảm bảo đủ nước uống.
- Tháng thứ ba cho trâu ăn loại thức ăn giàu bột đường, chăn thả gần chuồng hoặc nhốt hoàn toàn để hạn chế tiêu hao năng lượng và tăng tích luỹ mỡ.

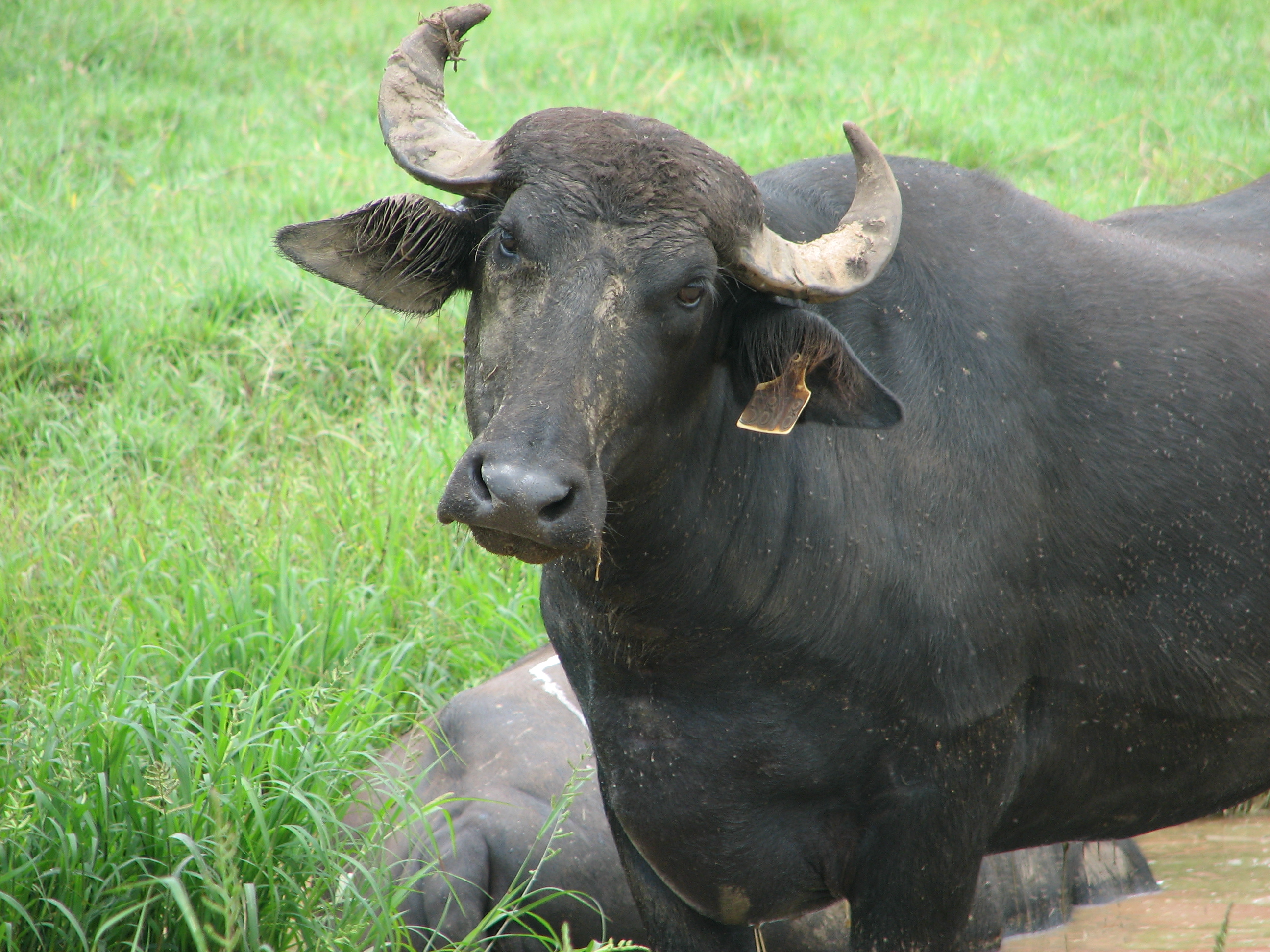
Một con trâu đang ăn cỏ

Thời điểm vỗ béo trâu tốt nhất là lúc từ 24 tháng tuổi. Bởi đây là lúc trâu sinh trưởng nhanh, bộ răng chắc khoẻ nên khả năng tiêu hoá và hấp thụ thức ăn tốt hơn, khả năng tích luỹ mỡ, thịt cũng cao hơn. Sau 9 tháng đến 1 năm chăm sóc tốt, trọng lượng có thể tăng 50 - 70%. Thời điểm vỗ béo trâu ở lứa tuổi còn non (từ 24 tháng tuổi) sẽ cho tỷ lệ xẻ thịt cao, chất lượng và độ mềm của thịt tốt, hiệu suất vỗ béo cũng cao hơn. Trâu non có tốc độ lớn nhanh, bộ răng chắc khoẻ nên khả năng tiêu hoá và đồng hoá thức ăn tốt hơn, khả năng tích luỹ cũng cao hơn. Phương thức nuôi vỗ béo nghé tơ lỡ có thể chăn thả ở những nơi có bãi chăn tốt và nguồn thức ăn xanh dồi dào, nghé được thả cho ăn tự do cả ngày thậm chí cả đêm, bổ sung thêm thức ăn tinh tại chuồng.
Khi nuôi vỗ béo trâu tơ lỡ thì dựa vào đặc điểm sinh trưởng và chỉ số trao đổi chất của trâu, người ta xác định tuổi giết thịt hợp lý của trâu là trong khoảng 2 năm tuổi. Trước khi giết thịt cần một thời gian ngắn vỗ béo nhằm tăng số lượng và chất lượng thịt. Thời gian nuôi sữa và giai đoạn tơ lỡ từ 7-18 tháng tuổi nuôi như trong phần nuôi nghé con và nghé hậu bị. Đối với nghé đực thì có thể thiến lúc 1 năm tuổi để bớt tiêu hao cho hoạt động sinh dục và tạo điều kiện cho nghé tích luỹ sớm thịt mỡ.
Tuổi vỗ béo của nghé thích hợp là khoảng 2 năm tuổi, thời gian vô béo khoảng 2-3 tháng.Trong thời gian vỗ béo nghé, sử dụng thức ăn gian năng lượng như cám, ngô, khoai v.v... Trong thời gian vỗ béo, cho trâu mỗi ngày được ăn 1–2 kg thức ăn tinh và 20–22 kg cỏ tươi. Có thể dùng cỏ khô và củ quả thay một phần cỏ tươi theo tỷ lệ 1 kg cỏ khô tương đương 3–4 kg cỏ tươi, 1 kg củ quả tươi tương đương 1,1-1,2 kg cỏ tươi.
Người ta cũng có thể vỗ béo trâu già, những con không có khả năng sinh sản và làm việc. Loại trâu này thường gầy yếu, tỷ lệ thịt xẻ thấp và chất lượng thịt không cao. Vỗ béo loại trâu này để nhằm tăng 15 - 20% khối lượng cơ thể. Nuôi vỗ béo trâu già là phương pháp truyền thống, đối tượng là những trâu đã loại thải không còn khả năng làm việc hoặc sinh sản, cho sữa và nhìn chung là gầy yếu. Nếu đem giết thịt những trâu này ngay thì khối lượng và chất lượng thịt thấp. Đem vỗ béo trong một thời gian ngắn có thể tăng được khối lượng thịt và cải tiến chất lượng thịt. Người ta chia trâu vỗ béo thành nhóm để tiện chăm sóc và quản lý. Thời gian vỗ béo trâu già cần 3 tháng, trong đó tháng đầu chủ yếu làm quen với thức ăn vỗ béo.
Cũng như trâu tơ, trước khi vỗ béo tẩy giun sán cho trâu. Phương thức nuôi cũng tương tự như trên có thể chăn thả, bán chăn thả hoặc nuôi tại chuồng, sử dụng thức ăn xanh là chính, thường cho ăn tự do tối đa, giảm vận động, bổ sung thức ăn tinh. Thức ăn tinh thường dùng là các loại rẻ tiền như khoai, sắn, cám, khô dầu bông, rỉ mật v.v... để hạ giá thành vỗ béo. Nếu thức ăn xanh đảm bảo số lượng và chất lượng tốt cho trâu thì mỗi ngày bổ sung thức ăn tinh từ 1 kg/con/ngày ở tháng thứ nhất, tăng dần lên 2 kg/con/ngày ở tháng cuối cùng.

### Nuôi trâu đẻ
Khác với bò và một số loài gia súc khác, thời gian mang thai của trâu thường dao động trong khoảng 358-365 ngày, trung bình là 360 ngày, trung bình, thời gian mang thai của trâu là khoảng 10 tháng rưỡi và phụ thuộc vào từng loại hình trâu (trâu sông mang thai khoảng 305-307 ngày, trâu đầm lầy 320-325 ngày). Trong thời gian mang thai trâu cần đủ chất dinh dưỡng cho duy trì cơ thể, tăng trọng bản thân và nuôi bào thai. Dựa vào sự phát triển của thai, có thể chia làm hai giai đoạn để chăm sóc nuôi dưỡng trâu cái chửa: giai đoạn 1 từ lúc bắt đầu chửa đến 7-8 tháng, giai đoạn 2 từ đó đến khi đẻ (hay gọi là giai đoạn có chửa 2-3 tháng trước khi đẻ).

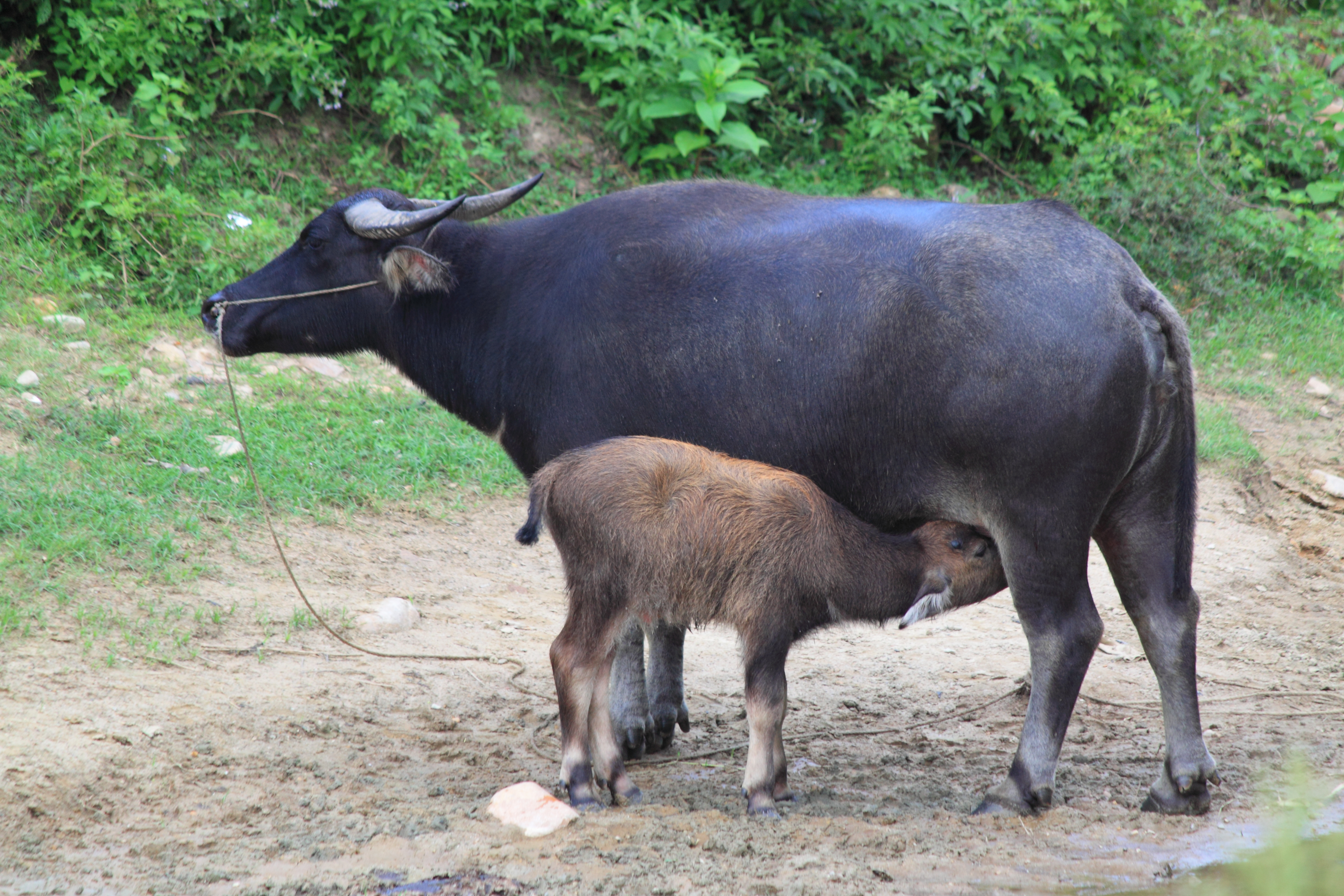
Một con trâu mẹ và trâu con

Người ta phát hiện trâu cái động dục có thể tiến hành bằng cách quan sát bằng mắt thường các triệu chứng động dục, phát hiện bằng cách soi dịch ban đêm và sáng sớm, nhưng tốt nhất và tin cậy nhất vẫn là phát hiện bằng trâu đực thí tình. Các biếu hiện chính của trâu cái động dục là ăn uống có những biếu hiện khác thường, thỉnh thoảng kêu rống, thích gần trâu khác có khi nhảy trâu cái khác hoặc đứng cho trâu cái khác nhảy, đi tiểu ít nhưng nhiều lần, âm hộ sưng mọng hơn, niêm mạc hồng, niêm dịch ra nhiều (rất dễ phát hiện khi soi ban đêm và sáng sớm lúc trâu cái nằm nghỉ hoặc nhai lại)
Khi cho đực thí tình nhảy thì trâu cái động dục đứng im. Để xác định chắc chắn là trâu cái động dục hàng ngày nên để ý các biểu hiện của trâu, soi dịch hai lần vào ban đêm và sáng sớm, sau đó thử lại bằng đực thí tình. Sau khi đã xác định chính xác trâu cái động dục, nếu trâu cái đủ điều kiện về tầm vóc, sức khoẻ thì có thể cho phối ngay, nếu chưa đủ điều kiện thì ghi chép, theo dõi các chu kỳ động dục tiếp theo để cho phối giống.
Trước khi đẻ, trâu thường sút hông, bầu vú tích sữa căng, vắt có sữa trắng dính chảy ra nhiều. Âm hộ mọng to, lúc gần đẻ thì đái dắt, đuôi cong. Lúc bắt đầu đẻ: Cửa tử cung mở, dạ con co bóp, thai đạp vỡ bọc ối đẩy nước ối chảy ra ngoài, cơ bụng co bóp liên tục đẩy từ từ thai ra. Trâu đẻ nhanh thời gian khoảng 30-40 phút. Trâu đẻ chậm có thể tới 2-3 giờ. Nếu quá thời gian đó mà trâu vẫn chưa đẻ, thì phải can thiệp. Trước khi đẻ, nên dùng nước muối loãng rửa sạch âm hộ, vùng mông và bầu vú. Cho ăn thêm cháo, uống nước có thêm muối để tăng khả năng rặn đẻ, và trâu sau khi đẻ đỡ mệt.
Trong khi đẻ cần giữ cho trâu được yên tĩnh, không đi lại nhiều. Trâu đẻ mùa rét cần chú ý việc chắn gió cho trâu mẹ và nghé con. Đỡ đẻ là động tác quan trọng để tránh những rủi ro trong sinh đẻ của trâu. Phải theo dõi những biểu hiện của trâu để có kế hoạch sãn sàng hỗ trợ cho trâu sinh như bồi dưỡng, chăm sóc trâu mẹ, giữ trâu mẹ tại chuồng lúc chuẩn bị sinh, chuẩn bị một số thứ cần thiết cho đỡ đẻ.
Trâu cái thường đẻ đứng nên cần đỡ nghé khi lọt lòng, tránh để nghé rơi. Nghé vừa sinh phải được móc sạch nước rãi ở miệng, mũi và lau khô sạch toàn thân, vuốt mạch máu và chất nhờn ở cuống rốn từ trong ra ngoài, cắt rốn để dài khoảng 10 cm, dùng cồn rửa sạch nhờn bẩn của cuống rốn và sát trùng. Gỉữ nghé ở nơi sạch, khô và hàng ngày kiểm tra, sát trùng, theo dõi cho đến khi rốn khô và rụng.
Sau khi đẻ cần lấy nước muối loãng hoặc dung dịch thuốc tím rửa âm hộ và vùng xung quanh để sát trùng. Tập cho nghé bú sữa đầu. Nếu trâu ít sữa, cần cho trâu ăn cháo gạo nếp với lá sung, lá ngái, cho ăn cỏ tươi đặc biệt là cỏ trồng: Cỏ Voi, VAO6… Thời gian đầu sau đẻ, để trâu nghỉ làm việc khoảng 25-30 ngày, sau đó bắt đầu cho làm việc nhẹ. Những trâu mắn đẻ thì sau đẻ 25-30 ngày sẽ động dục trở lại, nên cần theo dõi để phối giống.

#### Nuôi trâu mẹ
Nuôi trâu cái từ lúc bắt đầu mang thai đến 7-8 tháng. Giai đoạn này, bào thai phát triển và hoàn thiện các cơ quan chức năng của cơ thể, nhưng sinh trưởng tích luỹ thấp. Trong khẩu phần ăn hàng ngày của trâu, ngoài năng lượng cần một lượng protein và khoáng cho sự phát triển của bào thai. Trong thời kỳ này, nhu cầu thức ăn của trâu cần nhiều cả về chất lẫn lượng. Khả năng tiêu hoá của trâu trong thời gian này rất tốt, nên lợi dụng đặc điểm này cung cấp cho trâu nhiều thức ăn thô xanh chất lượng tốt.
Dựa vào tiêu chuẩn mỗi ngày cho trâu có chửa kỳ 1 ăn 21–30 kg cỏ tươi là đảm bảo nhu cầu. Trường hợp chăn thả ngoài bãi chăn, tuỳ theo tình trạng đói, no mà cho trâu ăn thêm ở chuồng hoặc cỏ tươi hoặc cỏ khô, 1 kg cỏ khô có thể thay được 3–4 kg cỏ tươi. Nếu có củ quả (khoai, sắn tươi) cho trâu ăn càng tốt, 1 kg củ quả tươi có thể thay được 1,1-1,2 kg cỏ tươi. Khẩu phần hàng ngày này sẽ cung cấp đủ nhu cầu cho bản thân trâu mẹ và cho thai phát triển ở giai đoạn.

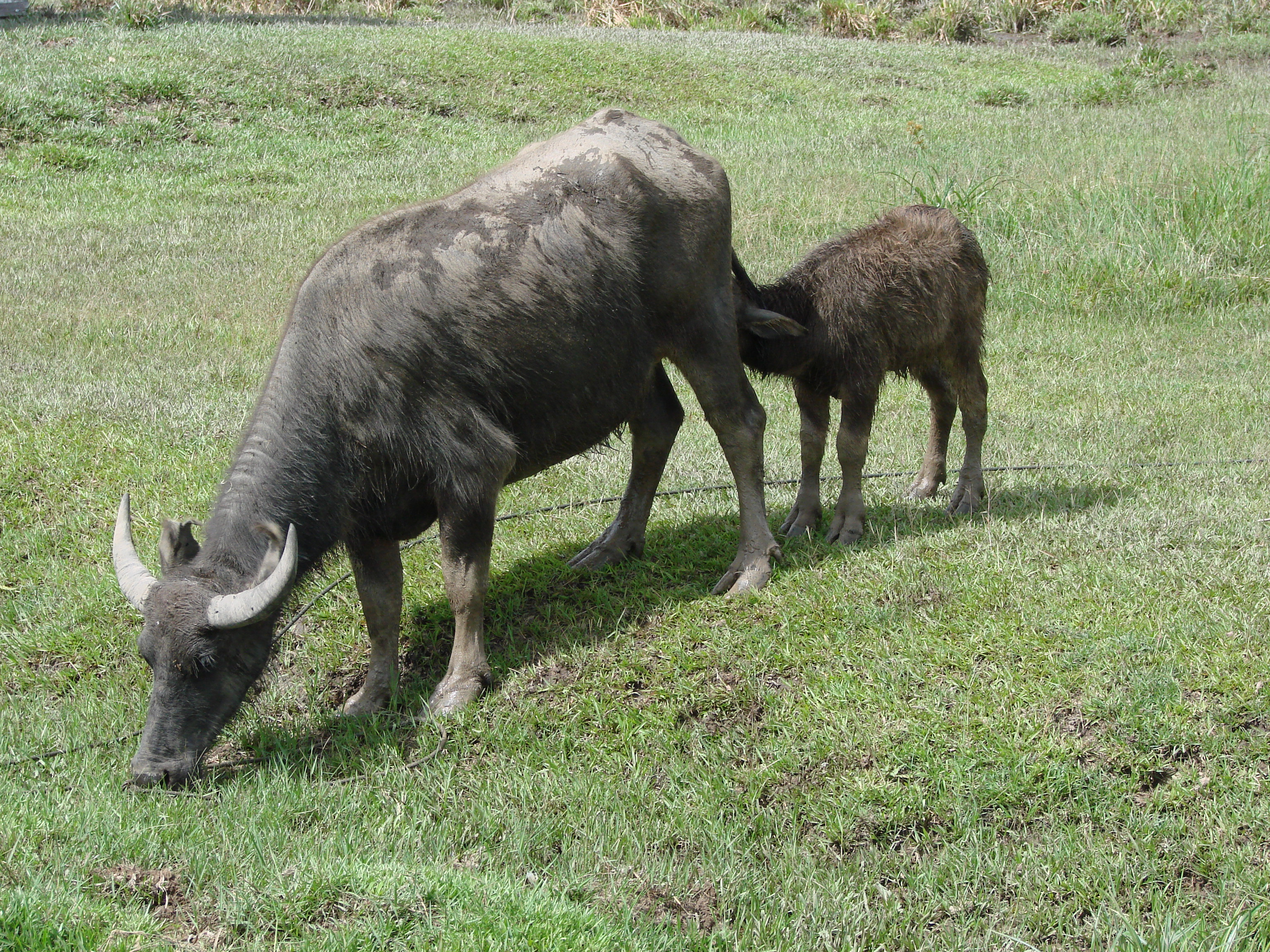
Một con trâu mẹ và trâu con

Trước khi đẻ 2-3 tháng, thai phát triển nhanh, sinh trưởng tích luỹ cao, dạ con to choán chỗ trong xoang bụng. Trong giai đoạn này phải tăng chất lượng và giảm số lượng khẩu phần ăn, tăng tỷ lệ thức ăn tinh trong khẩu phần, giảm tỷ lệ thức ăn thô xanh và chọn loại thức ăn dễ tiêu hoá. Nhu cầu hàng ngày trong giai đoạn này tăng hơn so với giai đoạn trước. Trâu có chửa kỳ 2 với khối lượng dưới 500 kg, nên được ăn 30–40 kg cỏ tươi và trâu trên 500 đến 800 kg nên được ăn 50 kg cỏ tươi là đảm bảo được nhu cầu.
Thực tế trâu không thể ăn được khối lượng này, vì lúc này thai đã phát triển chiếm chỗ trong xoang bụng. Do đó, nên cho ăn 30% thức ăn tinh và 70% thức ăn xanh thô (cỏ tươi và cỏ khô). Cóthể thay thức ăn xanh thô bằng một lượng củ quả. Cụ thể ước tính cho trâu có chửa kỳ 2 ăn (tuỳ theo khối lượng cơ thể) mỗi ngày. 15–20 kg cỏ tươi (bãi chăn và bổ sung tại chuồng); 2,5-3,5-5,0 kg thức ăn tinh (cám và bột ngô). 5-7-10 kg củ quả (khoai và sắn).
Trong giai đoạn nuôi con, trâu cần dinh dưỡng cho duy trì bản thân, phục hồi cơ thể sau khi sinh, sản xuất sữa để nuôi con. Trâu ăn được nhiều hơn và khả năng tiêu hoá giai đoạn này cũng tốt hơn theo tiêu chuẩn Tiêu chuẩn ăn của trâu đang nuôi con hoặc đang vắt sữa (năng suất 4 kg sữa ty lệ mỡ sữa 7%). Những nơi có bãi chăn tốt chăn thả trâu hàng ngày 3-4 tiếng và phải bổ sung thêm thức ăn xanh và thức ăn tinh tại chuồng.
Những nơi không có bãi chăn, nuôi nhốt, phải cung cấp đủ thức ăn xanh tại chuồng. Nếu nuôi trâu sữa phải giành đất trồng cỏ thâm. canh để cung cấp đủ cho trâu, hàng ngày cho trâu vận động vừa phải từ 1-2 tiếng và cho ăn toàn bộ thức ăn xanh và tinh tại chuồng. Đối với trâu nuôi con có thể giữ mức thức ăn tinh và củ quá như ở trâu có chửa kỳ 2, nhưng phải tăng lượng thức ăn xanh thô nhằm đảm bảo nhu cầu dinh dưỡng theo tiêu chuẩn và tăng khả năng tiết sữa nuôi con.
Đối với trâu sữa thì cơ cấu thức ăn trong khẩu phần khoảng 60-70% thức ăn xanh và 30-40% thức ăn tinh hỗn hợp tính theo đơn vị thức ăn (nếu có thức ăn củ quả như khoai lang, sắn, bí... thì cho ăn 50-60% thức ăn xanh, 10 gr củ quả và 30-40% thức ăn tinh hỗn hợp. Khẩu phần cụ thể dựa vào nguồn thức ăn sãn có vả điều kiện của trại hoặc gia đình. Tỷ lệ thức ăn tinh trong khấu phần giảm và tỷ lệ thức ăn xanh tăng dần theo thời gian cho sữa.
Lượng thức ăn cung cấp hàng ngày phụ thuộc vào khối lượng cơ thể trâu cái và sản lượng sữa để đảm bảo đủ nhu cầu dinh dưỡng cho duy trì, hồi phục cơ thể sau khi đẻ, sản xuất sữa và nếu có thai thì nuôi thai. Nước uống rất cần thiết cho trâu sữa, hàng ngày 1 trâu cái uống tới 40-(50 lít nước, phải cung cấp đầy đủ và thường xuyên nước sạch ở máng nước.
Trường hợp trâu đang nuôi con theo mẹ thì khi nghé đã cứng cáp có thể cho theo mẹ, để nghé con luôn được bú sữa mẹ, nhưng nếu là trâu vắt sữa phải nuôi tách hoàn toàn, trường hợp những trâu khó vắt sữa cần sự có mặt của nghé, thì cho nghé đứng cạnh khi vắt sữa hoặc khi cần thúc vú để kích thích xuống sữa. Hàng ngày tắm chải cho trâu cái để tăng cường tuần hoàn máu, trao đổi chất, mùa nóng tắm hàng ngày, mùa lạnh tắm những ngày trời ấm.
Đặc biệt chú ý giữ vệ sinh bầu vú, núm vú vì trong thời gian này lỗ núm vú luôn mở, rất dễ cho vi trùng xâm nhập gây viêm vú. Sau khi vắt sữa xong, rửa vú sạch bằng nước sạch và lau khô.Chuồng trại giữ thoáng mát mùa hè, ấm mùa đông, hàng ngày dọn phân, rửa nền chuồng sạch sẽ, khô ráo; cọ rửa máng ăn, máng uống và cống rãnh thoát nước xung quanh chuồng trại.

#### Nuôi nghé
Nuôi nghé theo mẹ phải được chú ý ngay từ lúc sinh. Để đám bảo an toàn cho mẹ và con, ngay sau khi trâu có triệu chứng đẻ phải chuẩn bị thật chu đảo cho việc đỡ đẻ và chăm sóc trâu mẹ sau khi sinh. Sau khi đẻ 1-2 giờ, phải cho nghé bú sữa đầu, vì sữa đầu rất quan trọng, không thể thay thế đối với nghé sơ sinh. Trong sữa đầu, lượng protein cao hơn 5 lần so với sữa thường, vitamin A và D cao gấp 5 lần, khoáng cao gấp 2 lần, đặc biệt sữa đầu có hàm lượng gamma-globulin (kháng thể) cao có thế giúp nghé có sức đề kháng cao. 

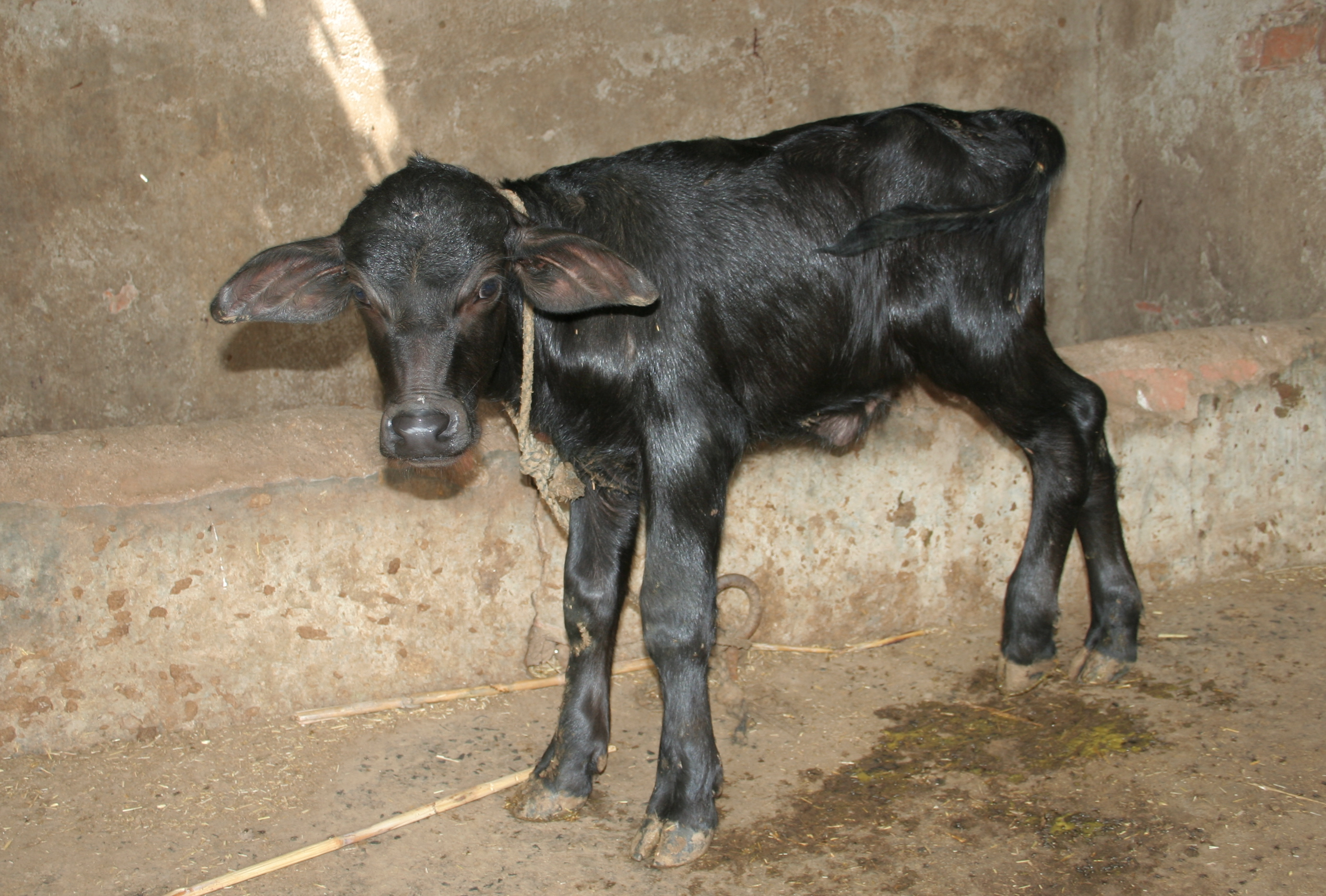
Một con nghé

Nếu nuôi nghé theo mẹ thì để nghé bú trực tiếp liên tục, còn nếu nuôi nghé tách mẹ thì thời gian bú sữa đầu là 1 tuần. ở nghé sơ sinh, dạ dày cũng đủ 4 túi như trâu, nhưng dạ múi khế chiếm gần 50% thể tích và là nơi tiêu hoá chính của nghé. Sữa bú từ vú mẹ không đi vào dạ cỏ mà được chuyển trực tiếp xuống dạ múi khế thông qua rãnh thực quản. Trong bốn tuần đầu sau khi sinh, tiêu hoá của nghé gần giống như ở gia súc dạ dày đơn, sau đó dạ dày phát triển dần và tiêu hoá 4 túi được hình thành.
Nuôi nghé theo mẹ, trong tháng thứ nhất sau khi đẻ, cần chú ý cho nghé bú đủ lượng sữa mẹ cần thiết để đảm bảo sinh trưởng bình thường, nếu trâu mẹ không đủ sữa cho nghé phải cho đông thèm sữa bột hoặc sữa đậu nành (tuỳ theo mục đích nuôi làm giống hay lấy sữa mà quyết định). Có thể cho nghé tập ăn dần thức ăn tinh và cỏ sau khi sinh 3-4 tuần, từ tháng thứ hai có thể cho nghé ăn cỏ tự do với lượng thích hợp. Nếu nuôi nghé tách mẹ thì lượng sữa nguyên cho nghé bú trong giai đoạn này có thể từ 300-500 lít tuỳ theo mục đích nuôi làm giống hay nuôi thương phẩm. Nếu nuôi nghé giống thì lượng sữa cho ăn 450-500 hi, còn nuôi thương phẩm thì cho khoảng 300-350 lít.
Cho ăn sữa ngày 4 lần trong tháng đầu sau đó giảm còn 2 lần sáng và chiều ngay sau khi vắt, sữa còn ấm. Có thể cho nghé bú bằng bình bú có núm vú nhân tạo hoặc tập cho nghé ăn bằng xô. Sau 3-4 tuần tập cho nghé ăn thức ăn tinh và cỏ, sau 1 tháng có thể cho ăn tự do với lượng thích hợp. Cho ăn sữa hay thức ăn cứ 10 ngày điều chỉnh khẩu phần 1 lần cho thích hợp. với sự phát triển của nghé.
Lượng sữa nuôi nghé hàng ngày có thể chia theo tháng thứ nhất 4-5 lít, tháng thứ hai 3-4 lít, tháng thứ ba 3lít tháng thứ tư 1-2 lít, tháng thứ năm 1 lít. Trâu đầm lầy có sản lượng sữa thấp, lượng sữa chỉ đủ nuôi con, vì vậy nghé con lớn lên là dựa hoàn toàn vào sữa mẹ, cho nghé theo mẹ bú tự do, người ta chỉ cần tác động qua thức ăn cho trâu mẹ để đảm bảo tiết đủ sữa cho con.
Nghé phải được tắm chải thường xuyên, mùa nóng tắm chải hàng ngày, mùa lạnh chải hàng ngày và mỗi tuần tắm 1 lần vào lúc nắng ấm để tăng cường sự tuần hoàn và trao đổi chất giúp nghé sinh trưởng tốt. Vận động hàng ngày hợp lý Cũng rất quan trọng cho sự phát triến của nghé, nghé dưới 1 tháng tuổi cho vận động tại sân chơi hoặc ở bãi chăn gần chuồng, 2-3 tháng tuổi cho vận động 2-4 giờ, 4-6 tháng tuổi cho vận động 4-6 giờ. Thường nghé nuôi theo mẹ, nên người ta điều tiết sự vận động của nghé theo cách chăn thả trâu mẹ, những tháng đầu được chăn thả gần chuồng, thời gian chăn cũng ngắn hơn. Thường nghé được cai sữa lúc 4-(5 tháng tuổi nếu nuôi tách mẹ, còn nuối theo mẹ có thể tách mẹ hoàn toàn muộn hơn để nuôi theo đàn nghé tơ lỡ.
Nuôi nghé hậu bị thì khi sau cai sữa, nghé hoàn toàn phụ thuộc vào thức ăn được cung cấp. Nếu nghé nuôi làm giống từ 6 tháng tuổi, nên nuôi đực cái riêng để việc nuôi dưỡng phù hợp với mục đích sử dụng. Thời gian đầu, cần cho nghé ăn một lượng thức ăn tinh khoảng 0,6-1,0 kg/con/ngày đảm bảo cho nghé sinh trưởng bình thường. Như vậy tỷ lệ thức ăn tinh chiếm khoảng 10-20% khẩu phần ăn hàng ngày. Thức ăn xanh được cung cấp đủ hoặc chăn thả tự do. Những nơi có bãi chăn tốt trong mùa mưa, nghé có thể ăn đủ thức ăn xanh ngoài bãi chăn, mùa khô chú ý bổ sung thêm thức ăn tại chuồng như rơm, cỏ khô, thân cây ngô non, ngọn mía để mỗi nghé ăn được 8–12 kg thức ăn xanh thô/con/ngày.

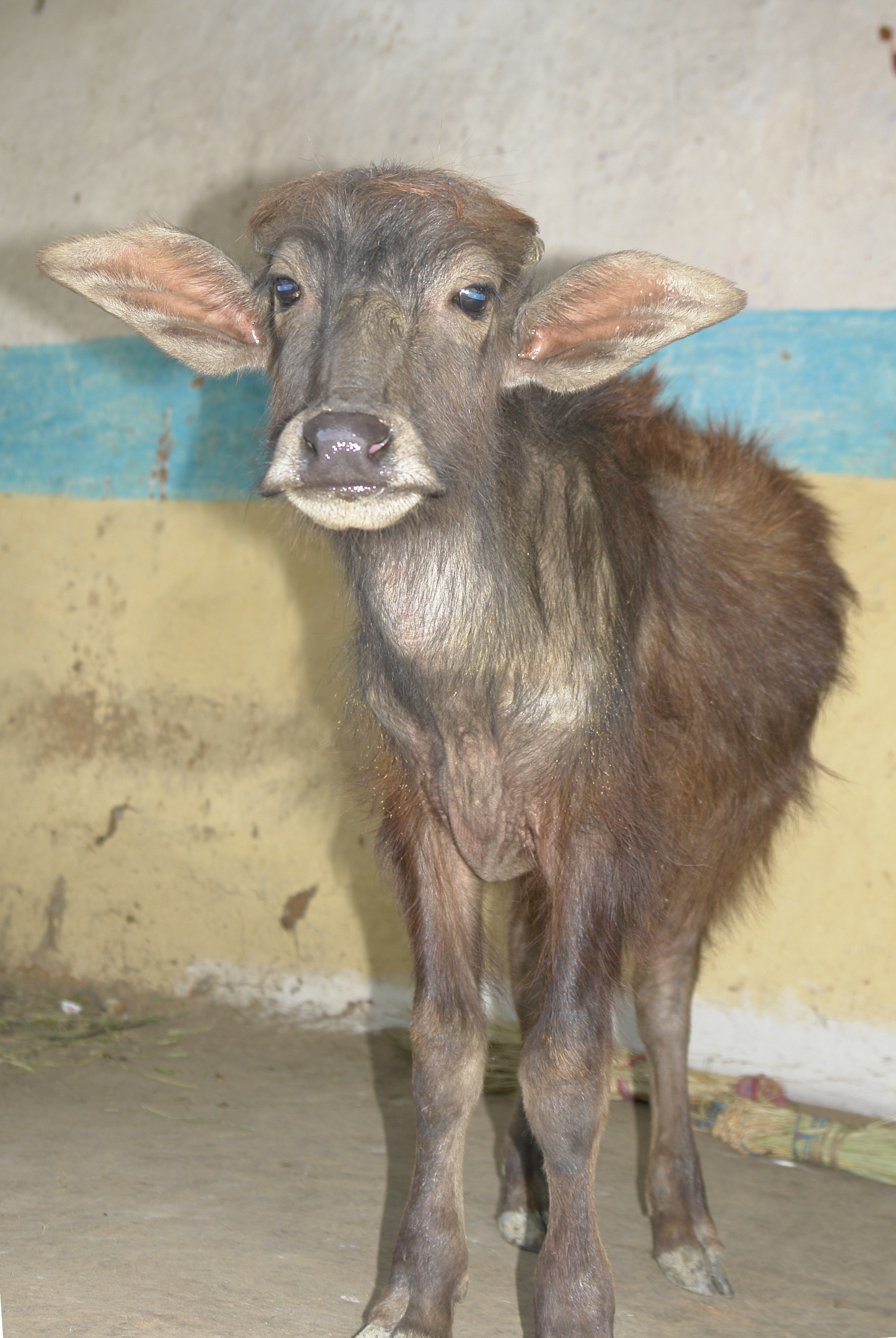
Một con nghé

Giai đoạn 1-2 năm tuổiSau 12 tháng tuổi, nghé có thể được nuôi hoàn toàn bằng thức ăn xanh thô hoặc chỉ chăn thả tuỳ theo trạng thái thảm cỏ ngoài bãi chăn đảm bảo cho nghé ở tuổi này được ăn 18–20 kg thức ăn xanh thô/con/ngày. Tuy nhiên, nếu sức khoẻ -của nghé không được tốt, có thể cho nghé ăn lượng thức ăn tinh 0,4-0,5 kg/con/ngày khi thấy cần thiết nhằm đảm bảo đủ dinh dưỡng cho nhu cầu duy trì và tăng trọng bình thường của nghé. Ngoài việc chăm sóc nuôi dưỡng tốt, nghé phải được tắm chải, vận động thường xuyên hàng ngày.
Giai đoạn 2-3 năm tuổiTừ 2 năm tuổi trở đi, trâu có thể được sử dụng để huấn luyện cày kéo hay vỗ béo cho thịt, còn nếu để sinh sản thì phải chú ý theo dõi sinh sản của chúng. Trâu tơ lỡ thường xuất hiện các biểu hiện động dục lúc 30-36 tháng tuổi, cá biệt có con xuất hiện sớm hơn lúc 24 tháng tuổi. Trong giai đoạn hậu bị chú ý cho nghé ăn tốt, đủ dinh dưỡng đê đảm bảo cho nhu cầu duy trì, tăng trọng bình thường và cho hoạt động sinh dục.
Nếu trâu được ăn 30–32 kg cỏ tươi/con/ngày là đảm bảo đủ nhu cầu theo tiêu chuẩn. Tuy nhiên, trâu khó có thể ăn hết được khối lượng cỏ này trong ngày. Có thể thay vào đó một lượng củ quả (khoai sắn) để trâu chỉ còn phải thu nhận khoảng 20–22 kg cỏ/con/ ngày gồm cỏ ngoài bãi chăn và cho bổ sung tại chuồng. Trâu phải được vận động thường xuyên hàng ngày và chú ý cho tiếp xúc giữa trâu đực với trâu cái. Thời kỳ này chú ý theo dõi phát hiện động dục hàng ngày để phối giống kịp thời.

### Kinh nghiệm
Với nền nông nghiệp truyền thống lâu đời gắn liền với lúa nước và đặc biệt là con trâu theo cách sản xuất "con trâu đi trước, cái cày đi sau" và "con trâu là đầu cơ nghiệp", người nông dân Việt Nam có một kho tàng kinh nghiệm liên quan đến việc nuôi trâu từ khâu chọn giống cho đến khi chăm sóc. Theo kinh nghiệm thì khi mua trâu nên mua trâu ở các vùng núi phía Bắc, tránh mua trâu ở miền Trung hoặc miền Nam vì trâu phía Bắc chịu rét tốt hơn. Khi mua trâu về bắt buộc phải tiêm phòng các loại bệnh dịch tả, tụ huyết trùng, lở mồm long móng và tẩy giun sán cho đàn trâu. Quan trọng nhất là phải tránh muỗi, mòng cắn trâu Khi nuôi trầu cần nhớ mặt mũi từng con một, cách ăn uống của chúng, tính nết của từng con trâu một trong dân gian có câu "Mua trâu xem vó, mua chó xem chân". 

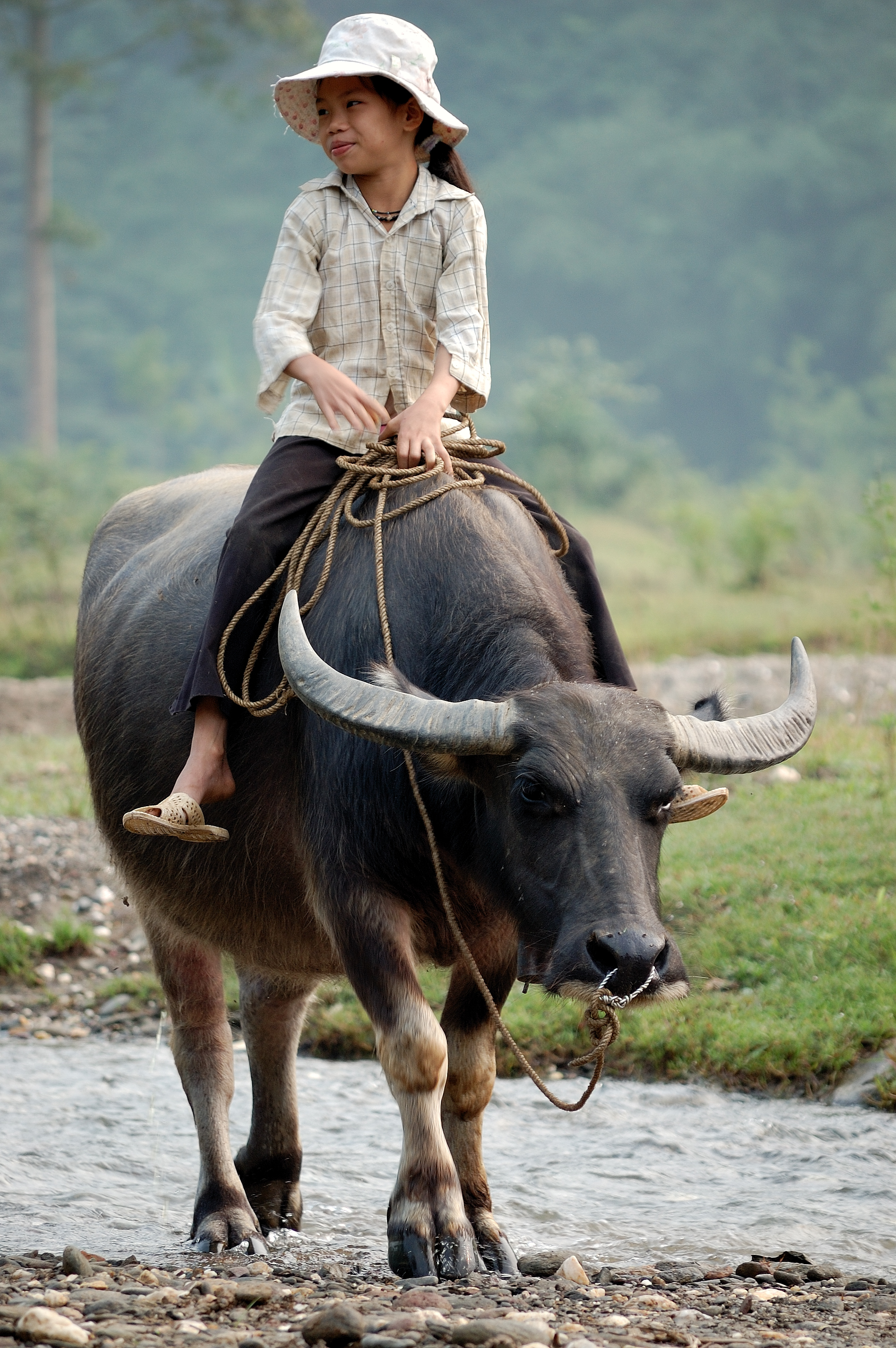
Người Việt có nhiều kinh nghiệm trong chọn trâu

Trước tiên, để chọn trâu tốt thì cần chú ý đến chân tay của trâu con (nghé), chân tay càng to khỏe đồng nghĩa với việc, nghé càng khỏe mạnh, thứ hai là màu lông và màu da, nghé có màu lông và da càng đen càng tốt, thứ ba là khoáy, nghé có 4 khoáy chuông là trâu tốt. Ngoài ra, theo kinh nghiệm của người dân nơi đây, hình thức, đặc điểm của con trâu còn báo trước rằng gia chủ gặp phúc hay họa. Khi đi chợ mua trâu cũng đều thuộc nằm lòng câu "đầu tang, xoáy tóc, hàm sà, trong ba thứ ấy cửa nhà ra đi", đó là tiêu chí cần tránh trước tiên. Người ta còn rất kị loại "trâu cười" tức là đêm đến khi dùng đèn soi vào mặt thì nó nhe răng, hay trâu "tam trinh" tức ba mắt có một cục lồi giữa trán giống như con mắt thứ ba, hay trâu "bạch thiệt" (trắng lưỡi) hay loại bị "đốm đuôi" (đuôi bị trắng).
Thời điểm trâu lớn nhanh là vào tháng 5 đến tháng 6, khi đó tranh thủ thời gian chuyển vụ giữa vụ lúa xuân và vụ mùa, thả trâu cả đêm ngoài đồng để trâu ăn các mầm lúa non mà người dân quen gọi là "trau lúa". Tuy nhiên đến mùa đông, trâu thường chịu rét kém nên cần phải chăm sóc tốt, bảo đảm đủ cỏ tươi, giữ ấm cho đàn trâu và tuỳ thời tiết mà chăn thả cho phù hợp. Không nên chăn thả lẫn với các đàn trâu khác, những ngày rét phải pha nước muối ấm cho trâu uống và thả muộn, khi trời đã tan giá và đưa trâu về sớm hơn thường ngày, như vậy vừa tạo điều kiện để trâu, bò có thời gian vận động, thích nghi dần với thời tiết và tận dụng được nguồn thức ăn sẵn có ngoài tự nhiên, dành thức ăn chuẩn bị sẵn cho các đợt rét khác. Kinh nghiệm muốn lãi nhanh phải biết chọn thời cơ mua trâu ở đồng rừng về chăn thả.
Tuổi của trâu là một tiêu chuẩn để đánh giá chất lượng quan trọng của một con trâu, căn cứ vào quy luật mọc răng, thay răng và mức độ mòn của răng (đối với răng cửa hàm dưới) người ta có thể biết được tuổi trâu. Cách xác định tuổi trâu như sau:
- Đối với nghé (trâu con) khi thấy đã mọc đủ 8 răng sữa thì nó đã được 6-7 tháng tuổi.
- Đối với trâu, khi thấy 2 răng sữa chính giữa (răng số 1) rụng là trâu được 20-22 tháng tuổi. Từ tuổi này, trâu bắt đầu thay từ răng sữa thành răng trưởng thành; có thể căn cứ vào đó để xác định thời gian.
- Nếu thấy 2 răng trưởng thành chính giữa (răng số 1) mọc bằng, đồng thời 2 răng sữa áp chính giữa (răng số 2) rụng, là trâu 2 năm tuổi.
- Khi 2 răng trưởng thành áp chính giữa (răng số 2) mọc bằng là trâu đã 3 tuổi.- Nếu 2 răng sữa áp góc (răng số 3) rụng, trâu đã 3 tuổi rưỡi.
- Khi 2 răng trưởng thành áp góc (răng số 3) mọc bằng, trâu 4 tuổi.
- Khi 2 răng sữa ở góc (răng số 4) rụng, trâu đã được 4 tuổi rưỡi.
- Nếu 2 răng trưởng thành ở góc (răng số 4) mọc là trâu 5 tuổi. Đến đây, trâu đã thay xong toàn bộ 8 chiếc răng cửa hàm dưới.
- Nếu 2 răng ở góc (răng số 4) bắt đầu mòn, các răng khác đã mòn thành hình vệt dài, trâu đã 6 tuổi.
- Khi 2 răng áp góc (răng số 3) mòn thành hình tròn và 2 răng chính giữa (răng số 1) mòn thành hình vuông là trâu 9 tuổi.
- Nếu 2 răng chính giữa (răng số 1) xuất hiện sỉ tinh tròn (dấu vết còn lại của tuỷ răng) là trâu 12 tuổi. Cuối cùng, khi thấy các răng ngắn, thưa dần và lung lay là trâu đã 13 tuổ, già yếu.

## Chuồng trại
Chuồng trại hợp lý là yếu tố quan trọng giúp cho trâu chống lại sự khắc nghiệt của thời tiết, con vật trong tình trạng sức khoẻ tốt, sinh trưởng và phát dục bình thường. Chuồng trại hợp lý còn tạo điều kiện nâng cao năng suất lao động, đảm bảo vệ sinh môi trường. Chuồng trại hợp lý là yếu tố quan trọng giúp cho trâu chống lại sự khắc nghiệt của thời tiết. Có hai khuynh hướng xây dựng chuồng nuôi trâu:
- Xây dựng chuồng đơn sơ, thậm chí chỉ cần rào vây quanh một khu đất thích hợp. Xu hướng xây chuồng kiểu này để chủ yếu chống nóng cho trâu và điều đó quan trọng hơn là chống rét.
- Xây chuồng kiên cố, có tường bao quanh và mái che cẩn thận.

Xây dựng chuồng nuôi trâu phải dựa trên cơ sở đặc tính sinh lý, tập tính của trâu; những đặc điểm khí hậu, thời tiết, địa hình của từng vùng lãnh thổ cũng như phương thức và quy mô chăn nuôi. Xây chuồng nuôi trâu tại nơi cao ráo, thoáng mát, dễ thoát nước, cách xa nhà ở và khu dân cư, trường học, chợ. Địa điểm đặt chuồng nên gần đồng cỏ, bãi chăn thả, thuận tiện giao thông và nguồn nước phục vụ cho trâu. Hướng chuồng theo kinh nghiệm tốt nhất là xây chuồng theo hướng nam hoặc đông nam. Như vậy, có thể hứng được gió đông nam mát mẻ vào mùa hè oi bức, đồng thời tiện che chắn khi có gió mùa đông bắc rét buốt. Tuy nhiên, cũng còn phải tuỳ thuộc vào địa hình cụ thể và chế độ tiểu khí hậu của từng vùng mà xác định hướng chuồng thích hợp để tận dụng được tốt nhất những yếu tố tích cực của ngoại cảnh, mặt khác, hạn chế đến mức thấp nhất các yếu tố bất lợi của thời tiết tác động đến gia súc.
Nền chuồng có thể làm nền chuồng bằng gạch hoặc bê tông. Dù làm bằng chất liệu gì thì mặt nền chuồng cũng phải bảo đảm là không được gồ ghề, không trơn trượt. Nền chuồng phải có độ dốc hợp lý, hướng về rãnh thoát nước. Yêu cầu diện tích mặt nền 5,0 – 6,0m2/con trâu trưởng thành.Tường chuồng: những vùng có điều kiện khí hậu thuận lợi như miền Nam chẳng hạn, có thể không cần xây tường che chắn. Những vùng khác nên xây tường bao quanh để che rét mùa đông và tránh mưa hắt vào mùa mưa. Mái che thì tuỳ theo điều kiện kinh tế, có thể dùng các tấm lợp fibro ximăng tôn mạ kẽm, ngói hoặc tre lá. Khung đỡ mái có thể làm bằng sắt cạnh, tre, gỗ. Độ nghiêng của mái có thể từ 30 đến 400 tuỳ thuộc vào loại vật liệu lợp mái. 

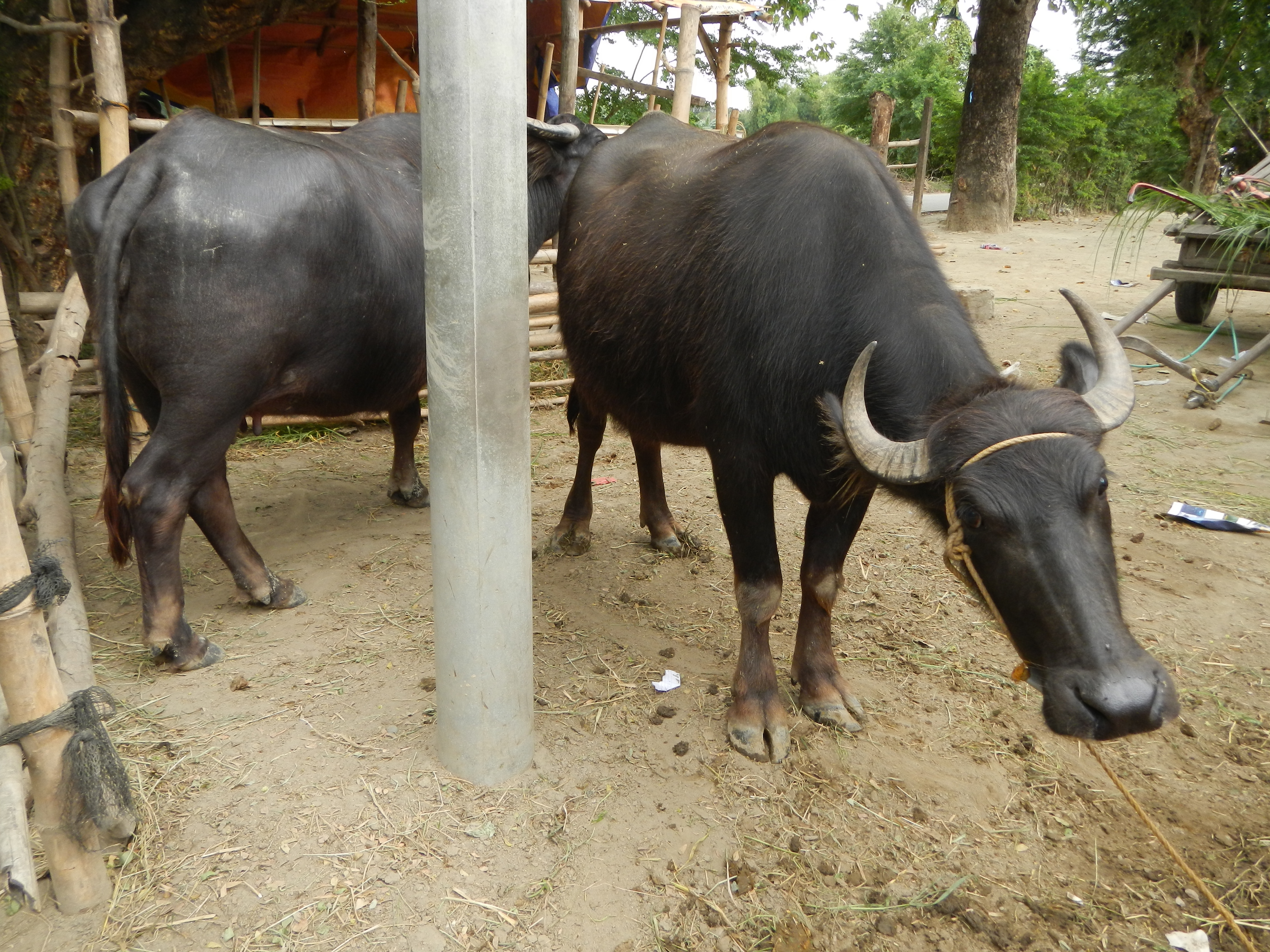
Chuồng trâu

Rãnh thoát nước, phân, nước tiểu: được bố trí chạy dài, dọc theo chuồng phía sau chỗ trâu đứng. Lòng rãnh không sâu và xây lượn tròn, chiều rộng làm sao có thể lọt vừa xẻng to (22– 25 cm). Độ dốc từ đầu này đến đầu kia khoảng 2 - 3%, đảm bảo thoát nước tốt.Bể chứa phân và nước tiểu cần bố trí cách xa nhà ở, khu chuồng nuôi và cuối hướng gióNếu có điều kiện, tốt nhất là xây bể biogas để sản xuất khí mêtan cho đun nấu, thắp sáng, kết hợp tiệt trùng, nâng cao chất lượng phân, và vệ sinh môi trường. Hố nước tiểu nên xây dựng hố chứa được lượng nước tiểu cho cả chuồng nuôi, trong vòng 20 - 30 ngày. Tuỳ theo điều kiện cụ thể, đặc biệt là khả năng kinh tế của chủ nuôi, có thể xây dựng và bố trí kho chứa thức ăn tinh, kho chứa cỏ khô, bể ủ thức ăn xanh.
Ở Việt Nam có mô hình chuồng trình tường (còn gọi là chuồng đất nện) là mô hình nuôi nhốt kiểu mới, mang lại hiệu quả, để bảo vệ đàn gia súc của họ trước mỗi mùa rét. Chuồng trình tường được phát triển từ kiến trúc nhà ở trình tường của người Mông. Đầu tiên là chọn chỗ đất trống, làm một cái khuôn gỗ hình chữ nhật, dày khoảng 40 cm, còn chiều dài bao nhiêu thì tùy thuộc vào số lượng trâu. Có khuôn rồi thì lấy đất nện vào đó để làm tường, rồi lợp mái vào. Nhà dựng không có bê tông cốt thép, tường đúc bằng đất dày khoảng 40 cm, mái lợp prôxi măng. Chuồng trình tường luôn đảm bảo ấm áp vào mùa đông và mát mẻ vào mùa hè.